# التدخل الأجنبي في الحرب الأهلية الإسبانية
التدخل الأجنبي في الحرب الأهلية الإسبانية هو اشتراك العديد من الدول الأخرى في العمليات الحربية وتقديم المشورة. فقد أسهمت حكومات إيطاليا وألمانيا والبرتغال بدرجة أقل في تقديم الأموال والعتاد والأفراد والدعم للجبهة القومية التي قادها فرانثيسكو فرانكو. في حين قدمت حكومة الاتحاد السوفييتي وفرنسا والمكسيك بدرجة أقل الدعم للجمهوريين، الذين عُرفوا أيضًا باسم الموالين للجمهورية الإسبانية الثانية. استمر تقديم الدعم حتى بعد توقيع الدول الأوروبية معاهدة عدم التدخل سنة 1936. على الرغم من التعاطف الواسع الذي لقيته مأساة الجمهورية الإسبانية لدى الحكومات الديمقراطية الليبرالية، إلا أن النزعة السلمية والخوف من حرب عالمية ثانية منعتهم من بيع أو تقديم السلاح لها. على العكس من ذلك لقيت نداءات القوميين على الفور آذانًا صاغيةً لدى أدولف هتلر وبينيتو موسوليني. فقد سافر عشرات ألوف المتطوعين الأجانب إلى إسبانيا للقتال، وانضوى غالبهم في صف الجمهوريين.

## البعد الدولي للحرب الأهلية الإسبانية
كان لـ «الحرب في إسبانيا» (كما تسميها الصحافة الدولية) تداعيات فورية على العلاقات الدولية المعقدة في النصف الثاني من الثلاثينيات. ففي أوروبا كان هناك صراع سياسي ودبلوماسي وأيديولوجي واستراتيجي لتشكيل ثلاث فرق بين القوى الديمقراطية (بريطانيا وفرنسا)؛ القوى الفاشية (ألمانيا هتلر وإيطاليا موسوليني)؛ والشيوعيين (الاتحاد السوفياتي في عهد ستالين)؛ فقد تناولت كل دولة من الدول الأوروبية «القضية الإسبانية» من منظورها الخاص. حيث رأت فرنسا وبريطانيا أن «حرب إسبانيا» قد تزيد من تعقيد اللعبة الإستراتيجية الصعبة التي تتكشف على النطاق الأوروبي. «لهذا السبب كان التوجه الأول لدبلوماسية تلك الدولتان هو السعي إلى عزل الصراع الإسباني. وقد تبع هذا التكتيك أول التدابير الدولية الكبرى: الاتفاق العام على عدم التدخل».
إلا أن الأنظمة الفاشية (ألمانيا وإيطاليا) وبرتغال السلازاري دعمتا الجيش المتمرّد منذ البداية، بينما نالت الجمهورية منذ أكتوبر 1936 على دعم الاتحاد السوفيتي والألوية الدولية (كما تلقت دعمًا رمزيًا تقريبًا من المكسيك). كان هذا «الدعم الدولي لكلا الجانبين حيويًا للقتال ومواصلة الحرب في الأشهر الأولى. وقد سمحت المساعدة الإيطالية الألمانية للجيش المتمرّد بنقل جيش أفريقيا إلى شبه الجزيرة بنهاية يوليو 1936 وساهمت المساعدات السوفيتية بشكل حاسم للدفاع الجمهوري عن مدريد في نوفمبر 1936».
ازدادت المساعدات الإيطالية والألمانية إلى المتمرّدين منذ البداية بشكل ملحوظ من أكتوبر 1936 عندما بدأت المساعدات السوفيتية والألوية الدولية الأولى في الوصول إلى الجانب الجمهوري. منذ تلك اللحظة التي تزامنت مع بداية معركة مدريد، «لم تعد الحرب شأنًا داخليًا إسبانيًا. بل أصبحت مدولة وبالتالي اكتسبت الوحشية والدمار. لأن الأراضي الإسبانية أصبحت ساحة اختبار أسلحة جديدة تم تطويرها في سنوات إعادة التسليح التي سبقت الحرب العالمية الثانية».
اعتُبرت الحرب الأهلية الإسبانية في مناسبات عديدة بمثابة مقدمة للحرب العالمية الثانية أو حلقة من «الحرب الأهلية الأوروبية» التي بدأت في 1914 مع الحرب العالمية الأولى وانتهت 1945 مع نهاية الحرب العالمية الثانية. «كانت الحرب الأهلية الإسبانية في الأصل نزاعًا داخليًا بين الإسبان... [ولكن] لا يمكن أبدًا أن يكون صراعًا بين الإسبان أو بين الثورة والثورة المضادة. بالنسبة للعديد من مواطني أوروبا وأمريكا الشمالية، أصبحت إسبانيا ساحة معركة لصراع حتمي بين ثلاثة متنافسين على الأقل: الفاشية والشيوعية (أو الثورة الاشتراكية أو الأناركية أو التروتسكية) والديمقراطية. (...) قاتل عشرات الآلاف من الأجانب في الحرب الأهلية الإسبانية».

## مساعدة دولية فورية

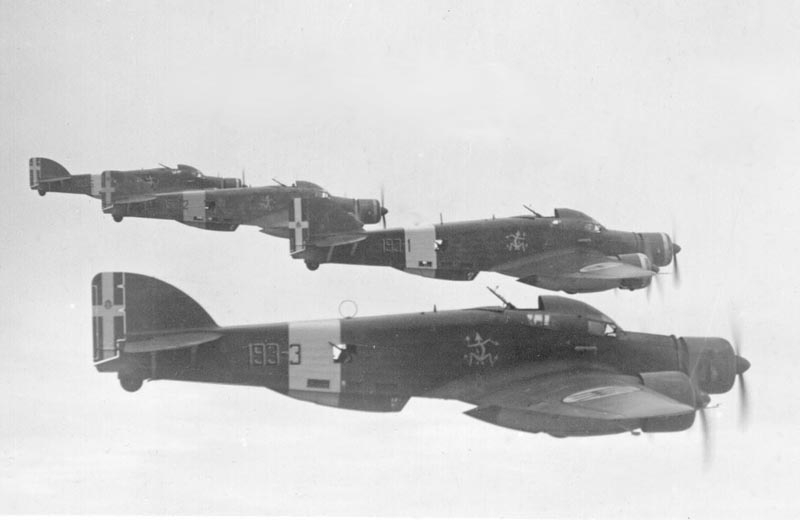
طائرة من طراز Savoia-Marchetti الإيطالية SM.79

بعد فشل انقلاب يوليو 1936 (حيث حاول الانقلابيون الاستيلاء فورا على السلطة)، سعى كل من المتمردين والحكومة الحصول على مساعدة دولية عاجلة. فنال المتمرّدين على مساعدات سريعة من إيطاليا الفاشية وألمانيا النازية. ففي 20 يوليو 1936 عندما كان الجنرال فرانكو محاصرًا في إفريقيا ولم يتمكن من عبور المضيق بقواته، قام بإرسال لويس بولين وماركيز دي لوكا دي تينا إلى روما للقاء موسوليني لتزويده بمساعدات جوية، (نفس الشيء فعله الجنرال مولا فأرسل أنطونيو غويكوتشيا ولويس زونزونيغي وبيدرو ساينز رودريغيز) وبعد عشرة أيام، أي في 30 يوليو هبطت تسع طائرات في الناظور في محمية المغرب الإسبانية. ومن أصل 12 طائرة سافويا مارشيتي منحت لفرانكو سقطت اثنتان منهم في الجزائر، مما قدم دليلاً للحكومة الفرنسية على أن القوى الفاشية تساعد الجيش المتمرّد). اتخذ موسوليني قرارًا بمساعدة الجنرال فرانكو «عندما علم أن هتلر على وشك دعم فرانكو، وتأكد من أن فرنسا وبريطانيا لن تتدخلا».
وفي 23 يوليو وصل مبعوثون للجنرال فرانكو إلى برلين (بقيادة يوهانس برنهارد وهو تاجر عاش في تطوان ورئيس الحزب النازي في المستعمرات الألمانية) فالتقوا بأدولف هتلر في بايرويت، الذي قدم دعمًا فوريًا من الطائرات التي طلبها فرانكو في (عملية النار السحرية) والعملية تمت عن طريق شركة النقل الإسبانية المغربية (HISMA)، والتي كانت بمثابة واجهة. وفي 26 يوليو وصلت أول عشرين طائرة نقل ألمانية من طراز يونكرز يو 52 إلى المغرب ويمكن تحويلها إلى قاذفات برفقة مقاتلين. بهذه الوسائل الجوية تمكن الجنرال فرانكو من تنظيم جسر جوي مع شبه الجزيرة لنقل الفيلق والنظاميين وأيضًا تحقيق التفوق الجوي في مضيق جبل طارق. فنقل إسطول من 20 طائرة يونكرز يو 52 و6 مقاتلات (هاينكل هي 51) مابين نهاية يوليو ومنتصف أكتوبر 1936 أكثر من 13,000 جندي من الجيش الأفريقي بالإضافة إلى 270 طنًا من العتاد. وهكذا بفضل المساعدة السريعة من ألمانيا النازية وإيطاليا الفاشية تمكن الجيش الأفريقي من التغلب على الحصار الذي كان فيه، وبدأ المتمردون بالقتال متوجهين نحو مدريد للاستيلاء عليها، بعد توقف طوابير الجنرال مولا في جبال غواداراما).
من جانبها طلبت حكومة خوسيه جيرال الجمهورية في 20 يوليو مساعدة فرنسا (خاصة من الطائرات)، وهو ما وافق عليه رئيس حكومة الجبهة الشعبية الفرنسية الاشتراكي ليون بلوم من حيث المبدأ، لكن الفضيحة التي أثارها اليمين عندما سربوا الأمر للصحافة جعلت الحكومة الفرنسية تكف عن إرسال الطائرات (على الرغم من أنها وصلت في النهاية ولكنها غير مسلحة). ومع ذلك كان العامل الأساسي في تغيير موقف حكومة ليون بلوم الفرنسية هو موقف بريطانيا من الحياد في القضية الإسبانية وأنها لن تدعم فرنسا إذا كانت متورطة في حرب مع ألمانيا بسبب تدخلها في الحرب الإسبانية (وبالنسبة لفرنسا فالدعم البريطاني مهم جدا في حالة الحرب). وبالتالي كان على فرنسا المنقسمة بقوة سياسياً أن تتصرف وفقًا لمواقف بريطانيا. ووافقت لجنة عدم التدخل باقتراح قدمته فرنسا نفسها في 1 أغسطس 1936.

## عدم التدخل الدولي

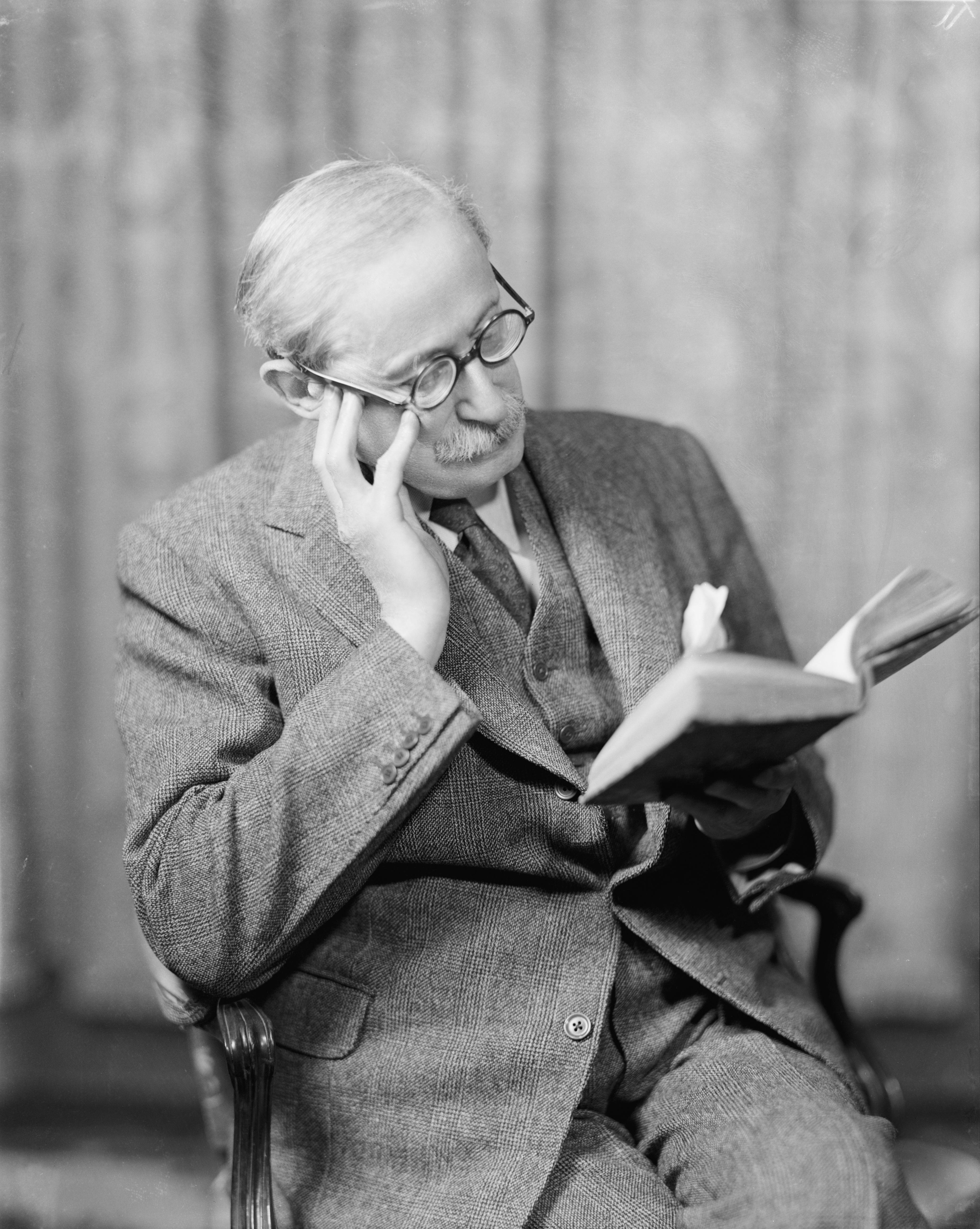
ليون بلوم سنة 1946

اقتُرحت سياسة عدم التدخل في مبادرة دبلوماسية مشتركة بين حكومتي فرنسا والمملكة المتحدة، والتي جاءت استجابة للمشاعر المناهضة للحرب. يُضاف إلى ذلك شعور فرنسا بالقلق من تسبب المتعاطفين مع القوميين بنشوب حرب أهلية في فرنسا نفسها. كان مبدأ عدم التدخل جزءًا من السياسة الرامية إلى منع وقوع حرب بالوكالة كي لاتتطور إلى حرب عالمية ثانية.
في 3 أغسطس 1936 طرح شارل دو شامبرون خطة الحكومة الفرنسية المتعلقة بعدم التدخل، وتعهد غالياتسو تشانو بمراجعتها. وقد قبل البريطانيون الخطة مبدئيًا. في اليوم التالي قدم أندريه فرانسوا-بونسيه الخطة لألمانيا. فكان الموقف الألماني في أن هذا الإعلان غير ضروري أصلًا. واستلم السوفييت الخطة أيضا. وفي 6 أغسطس، أكّد تشانو الدعم الإيطالي للخطة في مبدئها. وعلى نفس المنوال وافقت الحكومة السوفييتية مبدئيًا في حال ادراج البرتغال، وأيضا توقف كلا من ألمانيا وإيطاليا عن تقديم الدعم للقوميين. وفي 7 أغسطس أعلنت فرنسا من طرف واحد عن نيتها تبني سياسة عدم التدخل. طُرحت مسوّدات إعلان مماثلة للحكومتين الألمانية والإيطالية. حظي هذا الإعلان بقبول المملكة المتحدة وبلجيكا وهولندا وبولندا وتشيكوسلوفاكيا والاتحاد السوفييتي الذين شجبوا انتقال العتاد الحربي بصورة مباشرة أو غير مباشرة. طُلب من وزير الخارجية البرتغالي أرميندو مونتيرو أن يقبل الإعلان ولكنه لم يرفع يده. في 9 أغسطس عُلقت الصادرات الفرنسية. ثم قبلت البرتغال بالمعاهدة في 13 أغسطس بشرط ألا تتعرض حدودها للخطر جراء الحرب.
في 15 أغسطس حظرت المملكة المتحدة صادرات العتاد الحربي إلى إسبانيا. ووافقت إيطاليا على المعاهدة ووقعتها في 21 أغسطس. يُعزى هذا التحول الحاد في المواقف إلى الاعتقاد المتنامي بأن الدول لن تلتزم بالاتفاقية على أي حال. وفي 24 أغسطس وقعت ألمانيا الاتفاقية. وحُرص من الاتحاد السوفييتي على ألا يُستثى من ذلك. ففي 23 أغسطس وقع السوفييت على المعاهدة، وتبع ذلك صدور قرار من جوزيف ستالين يحظر تصدير العتاد العسكري إلى إسبانيا، في موقف منسجم مع القوى الغربية.

### لجنة عدم التدخل
بعد ما تقدم ذكره، أنشئت لجنة عدم التدخل لضمان التقيد بالاتفاقية، ولكن ظهر جليًا ازدواجية المواقف التي اتخدها كل من الاتحاد السوفييتي وألمانيا. تمثل الهدف الظاهري من اللجنة في حظر الكوادر والعتاد العسكري من الوصول إلى الأطراف المتنازعة، التزامًا باتفاقية عدم التدخل. عقدت اللجنة أول اجتماعاتها في لندن في 9 سبتمبر 1936. ترأس الاجتماع دبليو إس موريسون البريطاني. حضر شارل كوربان مندوبًا عن فرنسا، ودينو غرادني عن إيطاليا، وإيفان مايسكي عن الاتحاد السوفييتي. مثّل يواخيم فون ريبينتروب ألمانيا، ولم يحضر مندوب عن البرتغال التي كان وجودها في الاجتماع شرطًا سوفييتيًا. انعقد الاجتماع الثاني في 14 سبتمبر. نجم عنه لجنة فرعية يحضر اجتماعاتها مندوبون عن بلجيكا، وتشيوكسلوفاكيا، وفرنسا، وألمانيا، وإيطاليا، والاتحاد السوفييتي، والسويد، والمملكة المتحدة للوقوف على المتابعة اليومية لسياسة عدم التدخل. ومع ذلك، من بين الدول المذكورة، هيمنت على اللجنة المملكة المتحدة، وفرنسا، وألمانيا وإيطاليا، لدرجة مثيرة للقلق. استُؤنف تقديم الدعم السوفييتي المدني لا العسكري.
في غضون ذلك، بدأ اجتماع عصبة الأمم في العام 1936، حيث أقنع أنتوني إيدن مونتيرو بضم البرتغال إلى لجنة عدم التدخل. انتقد ألفاريز ديل فايو اتفاقية عدم التدخل، زاعمًا بأنها تضع المتمردين القوميين على قدم المساواة مع الحكومة الجمهورية. حلّ إيرل بليموث محلّ موريسون مندوبًا لبريطانيا. انطلاقًا من عضويته في حزب المحافظين البريطاني، عادة ما أنهى إيرل بليموث الاجتماعات لصالح الإيطاليين والألمان، واتُهمت اللجنة بكونها تعمل وفق أجندة معادية للسوفييت.
في 12 نوفمبر، أُقرت خطط لنشر مراقبين على الحدود والمواني الإسبانية لمنع حدوث خرق للاتفاقية. اختلفت فرنسا والمملكة المتحدة بشأن اعتبار قوات فرانكو معادية، وهو ما أراده البريطانيون، أو لا، وهو ما أراده الفرنسيون. وتلاشى هذا الاختلاف عند ورود الأخبار عن اعتبار الحكومتين الألمانية والإيطالية القوميين الإسبان الحكام الشرعيين لإسبانيا. أدانت عصبة الأمم التدخل، وحثت أعضاء المجلس على دعم عدم التدخل وشجعت على الوساطة بين الأطراف المتحاربة. بعد ذلك، أنهت النقاش بخصوص إسبانيا، وتركت شأنها للجنة. مع هذا، سرعان ما صُرف النظر عن مقترح الوساطة.
في 27 ديسمبر استجاب السوفييت لطلب حظر تدفق المتطوعين، واستجابت البرتغال في 5 يناير، واستجابت ألمانيا وإيطاليا في 7 يناير. في 20 يناير، فرضت إيطاليا حظرًا مؤقتًا على المتطوعين، نظرًا لقناعتها بأن الإمدادات التي وصلت للقوميين قد كانت كافية في تلك المرحلة. لو طُبقت سياسة عدم التدخل بحقّ لنَجم عنها هزيمة الطرفين، وهو السيناريو الذي حرصت ألمانيا وإيطاليا والاتحاد السوفييتي بشكل خاص على تجنبه.

### خطة المراقبة

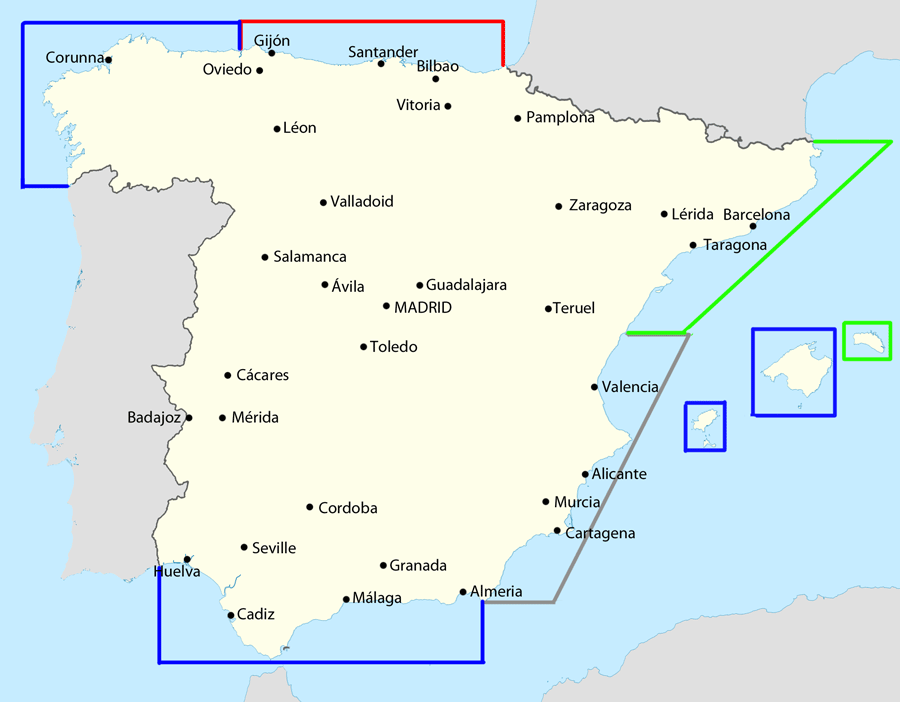
خريطة توضح تأسيس مناطق المراقبة للبلدان الأربعة (الأحمر - المملكة المتحدة؛ الأزرق - فرنسا؛ الأخضر - إيطاليا؛ الرمادي - ألمانيا).

نُشر المراقبون على الحدود والمواني الإسبانية، وطُلب من ربينتروب وغراندي أن يوافقوا على الخطة، بعد أن وصلت شحنات كبيرة إلى إسبانيا. لم تقبل البرتغال بوجود المراقبين ولكنها قبلت بانتشار كوادر تابعة للسفارة البريطانية في لشبونة. وحددت كلفة المخطط بمبلغ 898,000 جنيه إسترليني. ستدفع كل من بريطانيا وفرنسا وألمانيا وإيطاليا والاتحاد السوفيتي 16٪، أما الـ 20٪ الباقية فستدفعها 22 دولة أخرى. قُسمت مناطق المراقبة على الدول الأربع، وأنشئ مجلس دولي لإدارة المخطط. تعهدت إيطاليا بعدم إنهاء سياسة عدم التدخل.
في  مايو، وثقت اللجنة هجومين على سفن المراقبة شنتهما طائرات تابعة للجمهوريين. شهد مطلع شهر يونيو عودة انضمام ألمانيا وإيطاليا إلى اللجنة وبعثة المراقبة. أدت الهجمات على طراد لايبتزج في 15 و18 يونيو إلى انسحاب ألمانيا وإيطاليا مرة أخرى من دوريات المراقبة ولكن بقيتا ضمن اللجنة. دفع هذا بالبرتغال إلى سحب المراقبين البريطانيين من الحدود البرتغالية-الإسبانية. عرضت المملكة المتحدة وفرنسا أن تحلا محل ألمانيا وإيطاليا، اللتين لم تكونا حياديتين بما فيه الكفاية. طالبت ألمانيا وإيطاليا بالإبقاء على نقاط التفتيش الأرضية وبمنح القوميين حقوق القوات المحاربة للسماح بالتفتيش والمصادرة للجمهوريين والقوميين بديلًا عن الدوريات البحرية. طُرحت خطة بريطانية بديلة تقترح التخلي عن الدوريات البحرية مقابل نشر مراقبين في المواني والسفن، واستئناف إجراءات التفتيش على الأرض. لم تكُن حقوق الطرف المحارب لتُمنح ما لم يُحرَز تقدم ملموس في عملية سحب المتطوعين.
تدهورت الأمور في مرحلة من 1937، إذ أصبحت جميع الدول المعنية على وشك التخلي عن سياسة عدم التدخل. بحلول نهاية يوليو، وجدت اللجنة نفسها في طريق مسدود، ولم يلُح في أفق الحرب الأهلية الإسبانية أية بوادر إيجابية لانتصار الجمهورية. في 12 أغسطس بدأت حرب مفتوحة شنتها الغواصات الإيطالية. اتخذت الأميرالية البريطانية موقفًا مفاده أن مساعي المراقبة الجدية هي خير سبيل لمنع الهجمات على الشحن البريطاني. قررت اللجنة أن الدوريات البحرية لم تكن بالأهمية الكافية التي تبرّر خسائرها ويجدر استبدالها بنشر المراقبين في الموانئ.
رتب البريطانيون مؤتمر نيون في سبتمبر 1937 لجميع أطراف سواحل المتوسط مع مناشدات إيطاليا وألمانيا بالتعامل مع القرصنة وغيرها من القضايا التي ناقشها المؤتمر. فقرر المؤتمرون أن الأساطيل الفرنسية والبريطانية ستقوم بدوريات في البحر غرب مالطا وتهاجم الغواصات المشبوهة، أو السفن الحربية التي تهاجم الشحن المحايد. وفي 18 سبتمبر طلب خوان نيغرين من اللجنة السياسية لعصبة الأمم بإعادة النظر لإسبانيا وإنهاء عدم التدخل. ولكن إيدن ادعى أن عدم التدخل قد أوقف الحرب الأوروبية. أبلغت العصبة عن الوضع الإسباني بإشارة إلى «فشل عدم التدخل». وفي 6 نوفمبر اجتمعت لجنة عدم التدخل مرة أخرى بخطة للاعتراف بالقوميين على أنهم طرف محارب، بعد أن تم إحراز تقدم كبير. قبل القوميون في 20 نوفمبر والجمهوريون في 1 ديسمبر. اقترح الأول أن 3,000 سيكون عددًا معقولًا، وهو في الواقع عدد الإيطاليين المرضى وغير الموثوق بهم الذين يرغب فرانكو في اخراجهم. وقد تم الرد على ذلك من خلال اقتراحات بريطانية بأن 15,000 أو 20,000 قد تكون كافية. وتخلل المحادثات نقاشات أنجلو-إيطالية ثنائية. وفي محاولة لحماية عدم التدخل في تلك الاجتماعات، وهو مافعله على مضض، فانتهى الأمر باستقالة إيدن من منصبه في وزارة الخارجية. وفي 17 مارس 1938 أعادت فرنسا فتح الحدود أمام حركة الأسلحة إلى الجمهورية الضعيفة الآن. وبين منتصف أبريل ومنتصف يونيو، قُتل 21 بحارًا بريطانيًا بهجمات على السفن البريطانية في المياه الإسبانية بالإضافة إلى العديد من مراقبي لجنة عدم التدخل.

## الدول التي لم تتدخل

### المملكة المتحدة وفرنسا

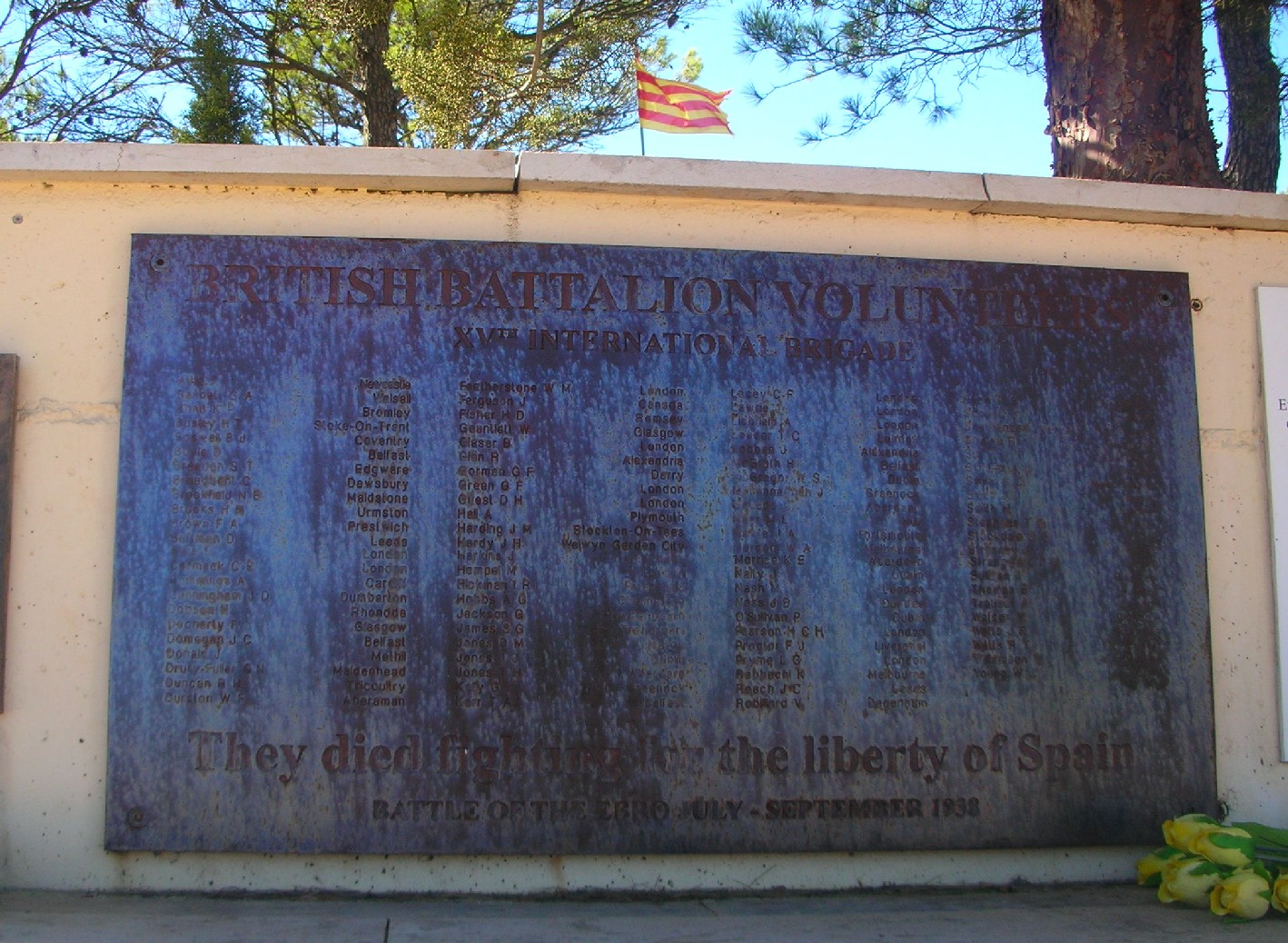
درع تكريم للجنود البريطانيين من الألوية الدولية الذين لقوا حتفهم أثناء دفاعهم عن الجمهورية الإسبانية في النصب التذكاري في التل 705 في سيرا دي باندولس.

أعلنت الحكومة البريطانية الحياد، وكانت سياستها الخارجية هي منع حرب دولية من خلال استرضاء إيطاليا وألمانيا، معتقدين أن الحكومة الجمهورية الإسبانية هي دمية بيد الاشتراكيين والشيوعيين اليساريين المتطرفين. وعليه تبنى مجلس الوزراء البريطاني سياسة الحياد الإيجابي تجاه المتمردين العسكريين، والهدف الخفي هو تجنب أي مساعدة مباشرة أو غير مباشرة للجمهورية. أما الرأي العام البريطاني فقد انقسم على نفسه، فطالبت الأغلبية بتجنب حرب عالمية أخرى. وناهضت المؤسسة البريطانية الشيوعية بقوة، ولذلك كانت تميل إلى تفضيل انتصار المتمردين. ومع ذلك فإن عناصر الجبهة الشعبية اليسارية مالوا بقوة تجاه الجمهوريين.
اعتقد السفير في إسبانيا السير هنري شيلتون أن انتصار فرانكو كان في مصلحة بريطانيا وعمل على دعم القوميين. حافظ وزير الخارجية البريطاني أنتوني إيدن علنًا على السياسة الرسمية بعدم التدخل، لكنه أعرب بشكل خاص عن تفضيله لانتصار قومي. كما شهد إيدن أن حكومته «فضلت انتصار المتمردين على نصر جمهوري». كان الأدميرال لورد تشاتفيلد رئيس أركان البحرية البريطاني وآمر البحرية الملكية من المعجبين بفرانكو، وفضلت البحرية الملكية القوميين في صراعهم. بالإضافة إلى السماح لفرانكو بإقامة قاعدة إشارات في جبل طارق، وهي مستعمرة بريطانية سمح البريطانيون للألمان بالتحليق فوقها أثناء الجسر الجوي لجيش إفريقيا إلى إشبيلية. وقدمت البحرية الملكية أيضًا معلومات عن الشحن الجمهوري إلى القوميين، واستخدمت البارجة HMS Queen Elizabeth لمنع البحرية الجمهورية من قصف ميناء الجزيرة الخضراء. ذكر القائم بالأعمال الألماني أن البريطانيين زودوا الجمهوريين بالذخيرة أثناء القتال من أجل بلباو. ودعمت البحرية الملكية الخط القومي بأن نهر نيرفيون كان ملغومًا وأخبرت السفن البريطانية بالابتعاد عن المنطقة، لكنها فقدت مصداقيتها بشدة عندما تجاهلت سفينة بريطانية النصيحة وأبحرت إلى المدينة ووجدت أن النهر غير ملغوم كما ادعى الجمهوريون. ومع ذلك لم تشجع الحكومة البريطانية نشاطات مواطنيها العاديين لدعم أي من الجانبين.
كان حزب العمال مؤيدًا بشدة للجمهوريين، لكن المحافظين كان أقوى منه في البرلمان البريطاني. أراد اليسار في فرنسا مساعدة مباشرة للجمهوريين. وقد رفض حزب العمال مبدأ عدم التدخل في أكتوبر 1937. وانقسم مؤتمر اتحاد العمال البريطاني لأنه كان لديه فصيل قوي مناهض للشيوعية. والتزمت الحكومتان البريطانية والفرنسية بتجنب حرب عالمية أخرى.
بالعموم اعتمدت فرنسا على الدعم البريطاني. حيث كان رئيس الوزراء ليون بلوم الزعيم الاشتراكي للجبهة الشعبية يخشى أن يؤدي دعم الجمهورية إلى حرب أهلية ثم استيلاء الفاشيين على فرنسا. وفي بريطانيا كان جزء من المنطق قائمًا على اعتقاد مبالغ فيه باستعداد ألمانيا وإيطاليا للحرب.
كان حظر الأسلحة يعني أن المصدر الأجنبي الرئيسي للجمهوريين هو الاتحاد السوفيتي، وتلقى القوميون أسلحة بشكل رئيسي من إيطاليا وألمانيا. وكان خوان نيغرين آخر رئيس وزراء إسباني جمهوري يأمل أن يؤدي اندلاع حرب عامة في أوروبا إلى دعم قضيته من خلال إجبار بريطانيا وفرنسا على مساعدة الجمهورية. وفي النهاية لم تتدخل بريطانيا ولا فرنسا بقوة. وزود البريطانيون الجمهورية بالطعام والأدوية، لكنهم منعوا بلوم وحكومته الفرنسية من توفير الأسلحة. وكان كلود باورز سفير الولايات المتحدة في إسبانيا، وهو أحد السفراء الودودين القلائل للجمهورية. وقد أدان لاحقا لجنة عدم التدخل بالقول إن كل خطوة من خطواتها قد اتخذت لخدمة قضية المتمردين: «للأسف كانت تلك اللجنة هي المجموعة الأكثر تشاؤمًا وتضليلًا في التاريخ». وكان ونستون تشرشل في البداية مؤيدًا متحمسًا لعدم التدخل، ولكنه وصف عمل اللجنة لاحقا بأنه «نظام مفصل من الهراء الرسمي».
بعد انسحاب ألمانيا وإيطاليا من الدوريات، فكر الفرنسيون في التخلي عن الضوابط الحدودية أو ربما ترك عدم التدخل. ومع ذلك فإنهم كانوا يعتمدون على البريطانيين الذين رغبوا في مواصلة عمل الدوريات. وهكذا استمرت بريطانيا وفرنسا في العمل بمنع التدخل واعتبرتا أنه فعال على الرغم من أن حوالي 42 سفينة قد نجت من التفتيش بين أبريل ونهاية يوليو. في محاولة لحماية عدم التدخل في الاجتماعات الأنجلو-إيطالية، وهو ما فعله على مضض وانتهى الأمر بإيدن باستقالته من وزارة الخارجية البريطانية. وفي 17 مارس 1938 أعاد بلوم فتح الحدود الفرنسية أمام تجارة الأسلحة وتدفقت الأسلحة السوفيتية إلى الجمهوريين في برشلونة.
اعترفت بريطانيا وفرنسا رسميًا بالحكومة القومية في 27 فبراير 1939. وانتقد زعيم حزب العمال كليمنت أتلي الطريقة التي تم الاتفاق عليها، ووصفها بأنها «خيانة فادحة ... سنتان ونصف من التظاهر المنافق بعدم التدخل».

#### البحرية البريطانية وعدم التدخل
حصار المتمردين لبحر كانتابريا

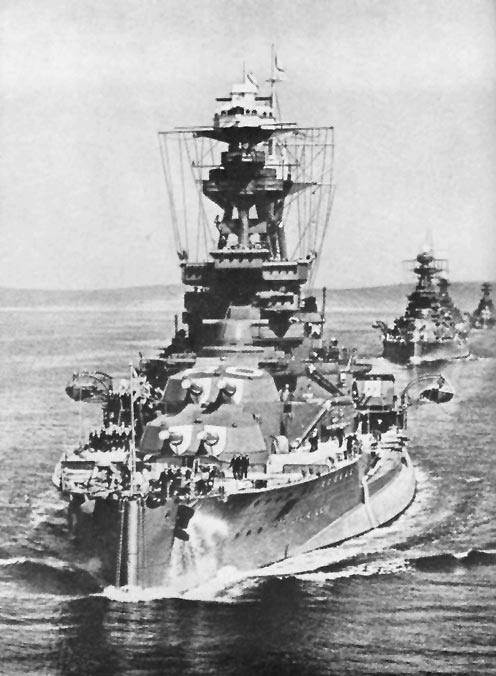
البارجة البريطانية "رويال أوك" ويظهر التقوس على الجوانب.

خلال الشهرين الأولين من الحرب سيطرت بحرية المتمردين القوميين على بحر كانتابريا ومنعت الحركة البحرية التي كانت تذهب إلى موانئ الجمهورية، وبما أن معظم السفن في تلك المنطقة كانت ترفع العلم البريطاني وتمتعت بحماية البحرية الملكية، مما جعل المتمردين يخشون العواقب الدبلوماسية الخطيرة التي يمكن أن تطالهم، لذا فلم يكن الحصار فعالاً واقتصر على سفن من جنسيات أخرى.
فرضت بحرية المتمردين حصارًا خلال حملة الشمال (مارس - أكتوبر 1937) على بحر كانتابريا، ولكن أعاقته البحرية البريطانية التي لديها طراد المعركة HMS Hood (الذي وزنه 42,000 طن ويحتوي على ثمانية بنادق 381 ملم وسرعته 31 عقدة، وكان أقوى سفينة في العالم) وبمساندة البوارج HMS Royal Oak و HMS Resolution وطراد Shropshire والعديد من المدمرات التي حمت التجار البريطانيين إلى المياه الإقليمية الإسبانية، مما سهل وصول الطعام إلى موانئ الجمهورية (قانون أقره البرلمان البريطاني ذي الأغلبية المحافظة في 4 ديسمبر 1936 المسمى قانون الشحن التجاري لمنع السفن البريطانية من نقل المواد الحربية إلى إسبانيا. من وجهة نظر القانون الدولي حيث لم يعترف لأي من طرفي الحرب الأهلية الإسبانية بالحق في الحرب (والذي يسمح لهما بإيقاف وتفتيش السفن المشتبه في حملها أسلحة إلى العدو خارج المياه الإقليمية)، وكان حصار «القوميين» لبحر كانتابريا غير قانوني، وقد تصرفت الحكومة البريطانية وفقًا لذلك بحماية سفنها لأن حركة المرور بين الباسك وإنجلترا كانت كثيفة جدا منذ نهاية القرن 19 (ينقل الحديد من الباسك إلى بريطانيا ويعاد مرة أخرى. وتجلب السفن الفحم الويلزي). بالإضافة إلى ذلك، كان هناك تيار من الرأي العام البريطاني متعاطف تجاه الباسك والذي زاد بفعل تصرفات حكومة الباسك في الأشهر الأولى من الحرب، ومنع الاضطهاد الديني والعنف الذي اندلع في بقية المناطق الجمهورية والقصف المروع لدورانجو وغرنيكا الذي صدم المجتمع البريطاني، بما في ذلك أكثر القطاعات الموالية لفرانكو. قال وزير الخارجية أنتوني إيدن في مجلس العموم يوم 20 أبريل 1937: «إذا كان علي الاختيار في إسبانيا، أعتقد أن حكومة الباسك سوف تتوافق مع نظامنا أكثر من نظام فرانكو أو الجمهورية». تم تعزيز القرار البريطاني بعدم الاعتراف بحصار «المتمردين القوميين» عندما أصدرت الحكومة الفرنسية في 2 أبريل 1937 بيانًا بهذا المعنى.

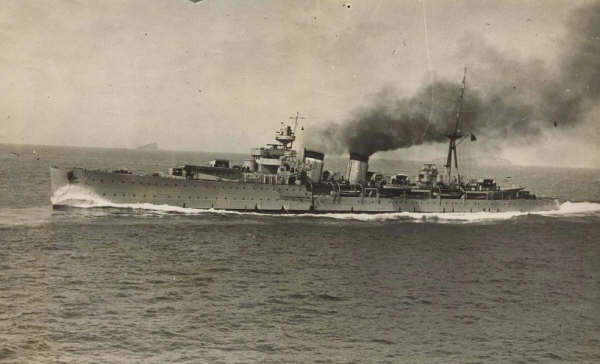
طراد المتمردين "ألميرانتي سيرفيرا"

في 6 أبريل حدثت أزمة عندما منع الطراد ألميرانتي سيرفيرا سفينة ثوربهال التجارية البريطانية من دخول ميناء بلباو، مما دفع للمدمرة البريطانية برازن بتدخل سريع، التي سرعان ما انضمت إليها المدمرتان بريليانت وبلانش. فكانت هناك لحظات من التوتر الشديد بين الأدميرال سيرفيرا والمدمرات الثلاثة، إلا أن سيرفيرا انسحبت تاركة السفينة ثوربهول تمر بسلام. فأعادت الحكومة البريطانية في اجتماعها في اليوم التالي التأكيد على سياستها المتمثلة بعدم الاعتراف بحصار «القوميين»، على الرغم من أنها قامت بتحذير ملاك السفن البريطانيين من المخاطر التي قد تصيب سفنهم قبالة سواحل الباسك. وأرسلت توصية إلى خمسة بواخر تجارية بالرسو في سان جان دو لوز على الساحل الفرنسي بدلا من الذهاب إلى بلباو.
في 13 أبريل أبلغ رئيس حكومة الباسك أغيري لندن أن السفن التجارية الخمس لن تكون في خطر إذا دخلت المياه الإقليمية الإسبانية لأنها ستكون بحماية الجنود الباسك ومعهم البطاريات الساحلية، بالإضافة إلى نظافة ميناء بلباو من الألغام. وفي ليلة 19 أبريل وثقة بتلك الضمانات دخلت إحدى السفن التجارية الخمس وبها حمولة 3600 طن من الطعام قادمة من سان جان دو لوز. فدخلت ميناء بلباو في صباح اليوم التالي، فاستقبلته الحشود واحتفت حكومة الباسك بالقبطان. وفي 22 أبريل ذهبت ثلاث سفن تجارية بريطانية أخرى إلى البحر (ماكريغور وهامسترلي وستانبروك) ولكن أوقفهم الطراد ألميرانتي سيرفيرا، مما أدى إلى تدخل الطراد هود ومعها مدمرة وابلغاه بأنه لا يحق له إيقاف السفن البريطانية خارج المياه الإقليمية. فجرت لحظات من التوتر الشديد مع تزايد تبادل الرسائل. أخيرًا انسحب الأدميرال سيرفيرا ودخلت السفن الإنجليزية الثلاثة محملين بـ 8000 طن من الطعام إلى ميناء بلباو برفقة اثنين من الباسك بوس وأعادت الجماهير استقبالهم مرة أخرى. منذ ذلك الحين انتظم دخول السفن البريطانية إلى بلباو وسانتاندير، وإن حاولت بحرية المتمردين في عدة مرات إيقافهم، ولكن سفن البحرية البريطانية تمنعهم فيصلون إلى الميناء.
لم تساهم سفن البحرية الملكية في تخفيف الحصار البحري الذي عانت منه الباسك فحسب، بل قامت أيضًا بحماية السفن التي أجلت آلاف اللاجئين عندما كان سقوط بلباو وشيكًا. تم الإعلان عن قرار الحكومة البريطانية في 30 مايو، على الرغم من أنه تم بالفعل في نهاية أبريل بعد قصف غيرنيكا في 26 أبريل، والذي أرعب الرأي العام البريطاني، فتمت حماية سفينة تقل أربعة آلاف طفل من أطفال الباسك، حيث استقبلتهم إنجلترا. وفي 5 مايو قدم زورقين آخرين إلى إنجلترا كانا ينقلان أيضًا الأطفال الذين كان من المقرر ان يستقبلهم مقاتلي CGT في فرنسا. وفي الحالة الأخيرة واجهت Royal Oak والمدمرة Faulknor الأدميرال سيرفيرا الذي أراد أن يقودهم إلى ميناء تابع للمتمردين، ولكنه تخلى عن محاولته.
حادثة المدمرة هنتر
في 20 أبريل 1937 وفي خضم حملة الباسك انطلقت دوريات المراقبة البحرية من السفن الحربية البريطانية والفرنسية والألمانية والإيطالية التابعة للجنة عدم التدخل التي انتشرت حول السواحل الإسبانية، مما زاد من خطر تعرضهم للهجوم من طيران أو بحرية أحد الطرفين المتنازعين باعتبارهم وحدات بحرية معادية. كان هذا هو الحال مع المدمرة البريطانية هانتر، على الرغم من أن عواقب الحادث كانت أقل خطورة بكثير من عواقب السفينة الإيطالية التجارية المسلحة بارليتا أو الطراد الألماني دويتشلاند.
في حالة المدمرة هنتر لم تكن هي المرة الأولى التي تعرضت فيها سفينة تابعة للبحرية البريطانية لهجوم. فقد قصف الطيران الجمهوري البارجة رويال أوك على مشارف نقطة أوروبا [الإنجليزية] يوم 3 فبراير 1937 عندما خلط بينها وبين طراد «المتمردين» كناريا وفي 13 فبراير تم قصف المدمرتين هافوك وجيبسي بالقرب من رأس تينيز بواسطة Ju-52 من الطيران الألماني في خدمة الجانب المتمرد على الرغم من حقيقة أنه تم طلائها بوضوح بألوان العلم البريطاني، على الرغم من أنها ربما تم الخلط بينها وبين مدمرات الجمهورية التي كانت من نفس النموذج. وقد كان حادث هنتر أكثر خطورة لأنه في 13 مايو 1937 على بعد أميال قليلة جنوب ألمرية، اصطدم بلغم ثبته «القوميون» وتوفي ثمانية من أفراد الطاقم وأصيب تسعة. ونقلوا بمساعدة البارجة الجمهورية خايمي الأول إلى جبل طارق بواسطة السفن البريطانية (مع السفينة التي تم قطرها). قدم الأميرالية احتجاجًا شديدًا للجنرال فرانكو وطالبته بالتعويضات ، لكن «المتمردين» نفوا مسؤوليتهم وقالوا إن اللغم جمهوري. ومع ذلك فقد تخلوا على الفور عن حملة التلغيم، مما جعل المدمرة هنتر هي السفينة الحربية الوحيدة التي تضررت من لغم خارج حدود الثلاثة أميال.
غرق السفينتين التجاريتين إنديميون وألسيرا
في أواخر يناير وبداية فبراير 1938 غرقت سفينتان تجاريتان بريطانيتان، فاندلعت أزمة خطيرة بين الحكومة البريطانية وحكومة «التمرد» في برغش. ففي 31 يناير قصفت الغواصة سانخورخو السفينة التجارية إنديميون Endymion وأغرقتها أثناء نقل الفحم من جبل طارق إلى كارتاخينا وعلى متنها مراقب من لجنة عدم التدخل، فقتل 12 من أفراد الطاقم. وهذا هو الهجوم الأول منذ توقيع اتفاقيات مؤتمر نيون في سبتمبر من العام السابق. دفع الاحتجاج البريطاني القوميين إلى إعفاء قائد سانخورخو، والاتفاق مع إيطاليا على سحب غواصات الفيلق الأربع التي كانت تتعاون مع القوميين في الحصار التجاري. لكن الأزمة تفاقمت بعد أربعة أيام فقط عندما أغرقت طائرة مائية ألمانية Heinkel He 59 السفينة التجارية ألسيرا Alcira والتي كانت تحمل الفحم أيضًا على بعد عشرين ميلاً من برشلونة، وعلى متنها مراقب من لجنة عدم التدخل. على الرغم من زعم قيادة المتمردين بأنها كانت في مياهها الإقليمية، فقد قال الطيار الألماني إنه أخطأ في اعتبارها سفينة جمهورية على الرغم من أنها حملت العلم البريطاني بوضوح شديد. احتجت الحكومة البريطانية مرة أخرى، وأعيد الجدل الحاد الذي دار قبل أيام قليلة حول غرق السفينة إنديميون في مجلس العموم. لتجنب المشاكل الرئيسية مع الطيران البريطاني والألماني والإيطالي المتمركز في مايوركا صدرت أوامر باستهداف السفن داخل المياه الإقليمية، وقبل كل شيء الموانئ.
نظرًا لأن السفن البريطانية كانت تشكل الغالبية العظمى من التجار الذين يتاجرون مع الجمهورية الإسبانية، فقد استمر قصفهم يوميًا تقريبًا على نفس الموانئ أو عندما يكونون قريبين مها. ومرة أخرى كان هناك نقاش حاد في البرلمان البريطاني حيث هاجم حزب العمال والمعارضة الليبرالية حكومة المحافظين لعدم التصرف، لكنها ردت بأنها إذا فعلت ذلك فإنها تخاطر بإطلاق العنان لحرب تعم أوروبا. كتب رئيس الوزراء نيفيل تشامبرلين: "لقد فحصت كل شكل ممكن من أشكال الانتقام، ومن الواضح لي أنه لن ينجح شيء مالم نكن مستعدين لشن حرب ضد فرانكو الأمر الذي قد يؤدي إلى حرب مع إيطاليا وألمانيا. في حال رفضت سياسة الاسترضاء التي أتبعها. أخيرًا في 26 يوليو 1938 أعلن تشامبرلين أمام مجلس العموم أن الجنرال فرانكو أكد له أن التجار البريطانيين لن يتعرضوا للهجوم في البحر وأنه سيتم تجنبهم في الموانئ قدر الإمكان، مشيرًا إلى بعض التفاصيل المحددة، حيث لم تكن هناك منشآت عسكرية يمكنهم الرسو فيها.
استسلام مينوركا
لم تتدخل بريطانيا في الحرب الأهلية الإسبانية إلا مرة واحدة عندما منعت استسلام مينوركا الاستراتيجية للقوميين المتمردين، خوفا من وقوعها تحت الحكم الإيطالي أو الألماني (ظلت مينوركا تحت السيادة الجمهورية طوال الحرب). وهذا الخوف دفع الحكومة البريطانية لقبول اقتراح القائد الفرانكوي لمنطقة البليار الجوية، كابتن فرناندو سارتوريوس كونت سان لويس بعد حصوله على موافقة مسبقة من الجنرال فرانكو فنقلته سفينة تابعة للبحرية الملكية إلى ماهون للتفاوض على استسلام الجزيرة مقابل تخلي السلطات المدنية والعسكرية عنها للحماية البريطانية. أطلقت الحكومة البريطانية العملية دون إبلاغ السفير الجمهوري في لندن بابلو دي أزكارات (الذي اكتشفها لاحقًا فقدم احتجاجًا رسميًا لإعارة سفينة بريطانية إلى «مبعوث من سلطات المتمردين الإسبانية»). وهكذا في صباح يوم 7 فبراير وصل الطراد ديفونشاير إلى ميناء ماهون وعلى متنه كونت سان لويس لمقابلة الضابط لويس غونزاليس دي أوبيتا الذي تم تعيينه للتو رئيس الأسطول الجمهوري في الجزيرة. هدد كونت سان لويس بقصف الجزيرة إذا لم يستسلم وأجاب أوبيتا أنه سيدافع عن الجزيرة حتى يتلقى أوامر معاكسة من رؤسائه. لم يتمكن أوبيتا من الاتصال بحكومة نيغرين، لذلك بعد التشاور مع رئيس الأسطول ميغيل بويزا، اتخذ القرار الوحيد الممكن بالنظر إلى عزل الجزيرة بعد سقوط كاتالونيا: الاستسلام (تأثر القرار أيضًا بانتفاضة حامية ثيوداديلا على الجانب الآخر من الجزيرة في ليلة 7 - 8 فبراير). وهكذا في الخامسة من صباح يوم 9 فبراير غادر الطراد ديفونشاير ماهون نحو مرسيليا وعلى متنه 452 لاجئًا (تم إجلاء 70 شخصًا آخرين في قارب أصغر). وقد سبقه قصف إيطالي من بعد ظهر اليوم 8 فبراير مما أثار احتجاجًا فوريًا للكونت سان لويس على قاعدة بالما والذي لم يتلق أي رد. بعد رحيل ديفونشاير مينوركا احتلها القوميون دون مشاركة أي وحدة إيطالية أو ألمانية. أدى التدخل البريطاني إلى نقاش ساخن في مجلس العموم في 13 فبراير اتهمت خلاله المعارضة العمالية حكومة نيفيل تشامبرلين المحافظة بأن المملكة المتحدة قبلت بتسوية مذلة لصالح فرانكو، على الرغم من أن الأخبار التي تفيد بإجلاء الكثير من الناس بمن فيهم القادة الجمهوريون. هدأت الأمور في اليوم التالي حيث أرسل الممثل غير الرسمي للجنرال فرانكو في لندن دوق ألبا إلى سكرتير وزارة الخارجية اللورد هاليفاكس امتنان القائد العام والحكومة الوطنية لتعاونهما في استرداد مينوركا.
رحيل الكولونيل كاسادو من إسبانيا
جرى تدخل الثاني وبسيط للبحرية البريطانية خلال الهجوم الأخير في الحرب الأهلية الإسبانية عندما التقطت المدمرة Galatea يوم 30 مارس 1939 في ميناء غانديا العقيد كاسادو الذي قاد الانقلاب ضد حكومة خوان نيغرين في بداية شهر مارس استبدله بمجلس دفاع وطني برئاسة الجنرال مياخا حيث كان الرجل القوي. كان كاسادو قد اتصل بالقنصل الإنجليزي في فالنسيا حول إمكانية قيام الحكومة البريطانية بتسهيل مغادرته إسبانيا ومعه الأشخاص المشاركين في مجلس الدفاع الوطني بعد فشل المفاوضات مع ممثلي الجنرال فرانكو للحصول على السلام المشرف فشلا ذريعا لأن القائد العام كان دائما يصر بقبول استسلام غير مشروط لجيش الجمهورية. اتصل القنصل بحكومته وكانت مترددة في البداية، فظهر كاسادو ورفاقه (164 رجلاً و 20 امرأة و 4 أطفال) في 29 مارس في غانديا وهو ميناء ترتاده السفن البريطانية لأنه كان بإدارة شركة بريطانية. فوافق القنصل على صعوده المدمرة جالاتيا مع اعطائه الحماية من مشاة البحرية لسلامة الركاب. في صباح اليوم التالي أبحرت جالاتيا وناقلة ضيوفها إلى السفينة الطبية Maine التي نقلتهم إلى مرسيليا، حيث وصلوها يوم 3 أبريل في الساعة 6.30 صباحًا، أي بعد يومين من توقيع الجنرال فرانكو على إعلان الجزء الأخير من الحرب الأهلية الإسبانية الذي انهى بموجبه الحرب.

### الولايات المتحدة

علم وحدة مجهولة من لواء ابراهام لنكولن.

اتبع وزير الخارجية الأمريكي كورديل هل قوانين الحياد الأمريكية بعد اندلاع الحرب الأهلية الإسبانية، وتحرك بسرعة لحظر مبيعات الأسلحة لكلا الجانبين. وفي 5 أغسطس 1936 أعلنت الولايات المتحدة أنها ستتبع سياسة عدم التدخل لكنها فشلت في الإعلان عنها رسميًا. وبعد خمسة أيام استفسرت شركة شركة قلين إل مارتن عما إذا كانت الحكومة ستسمح ببيع ثماني قاذفات للجمهوريين. ولكن الحكومة رفضت. كما أكدت الولايات المتحدة أنها لن تشارك في العديد من محاولات الوساطة، بما في ذلك من قبل منظمة الدول الأمريكية. استبعد الرئيس الأمريكي فرانكلين روزفلت في البداية التدخل الأمريكي علنًا بقوله:«[يجب] ألا يكون هناك توقع بأن الولايات المتحدة سترسل مرة أخرى قوات أو سفنًا حربية أو طوفان من الذخائر والأموال إلى أوروبا». ومع ذلك فقد دعم الجمهوريين بشكل خاص وكان قلقًا من أن يؤدي نصر القوميين إلى مزيد من النفوذ الألماني في أمريكا اللاتينية.
وفي أول جلسة بعد العطلة الشتوية يوم 6 يناير 1937، أصدر مجلسا الكونغرس الأمريكي قرارًا يحظر تصدير الأسلحة إلى إسبانيا. واقترح الذين عارضوا مشروع القانون من الاشتراكيين والشيوعيين الأمريكان ومعهم العديد من الليبراليين أن تصدير الأسلحة إلى ألمانيا وإيطاليا يجب أن يتوقف أيضًا بموجب قانون الحياد لسنة 1935 لأن الوضع في إسبانيا هو حالة حرب. استمر هال في الشك في مدى نجاعة العمليات الألمانية والإيطالية، بالرغم من الأدلة التي برهنت عكس ذلك. ولكن عندما انقلب المد ضد الموالين سنة 1938، حاول روزفلت تجاوز الحظر وشحن الطائرات الأمريكية إلى الجمهورية عبر فرنسا.
لم يطبق الحظر على الإمدادات غير العسكرية مثل النفط والغاز والشاحنات. وبالتالي يمكن للحكومة الأمريكية شحن المواد الغذائية إلى إسبانيا كونها قضية إنسانية واستفاد منها في الغالب الجمهوريون.
دعمت بعض الشركات الأمريكية فرانكو. فباعت شركات صناعة السيارات مثل فورد وستودبيكر [الإنجليزية] وجنرال موتورز مامجموعه 12,000 شاحنة للقوميين. ورفضت شركة فاكيوم أويل [الإنجليزية] الأمريكية في طنجة بيع الوقود لسفن الجمهوريين عند اندلاع الحرب. وقامت شركة تكساس أويل بتغيير وجهة ناقلات النفط المتجهة نحو الجمهورية إلى ميناء تينيريفي الذي يسيطر عليه القوميون وزودت فرانكو بالبنزين بشكل غير قانوني. على الرغم من تغريمها 20 ألف دولار، واصلت الشركة ترتيبها الائتماني حتى انتهاء الحرب. وأنفق القوميون مايقرب من مليون دولار شهريًا على الإطارات والسيارات والأدوات الآلية من الشركات الأمريكية سنوات 1937 و 1938. وبعد انتهاء الحرب صرح خوسيه ماريا دوسيناغ وكيل وزارة الخارجية الإسبانية أنه «لولا البترول الأمريكي والشاحنات الأمريكية والائتمان الأمريكي لما كنا لننتصر في الحرب الأهلية».
وبعد الحرب اعتبر العديد من السياسيين ورجال الدولة الأمريكيين سياسة العزلة الأمريكية كارثية. تغيرت تلك النظرة في الحرب الباردة، عندما كان يُنظر إلى فرانكو على أنه حليف ضد الاتحاد السوفيتي.

## داعمي الجبهة القومية
جرى دعم القوميين بفيلق الكندور الألماني (حوالي 6000 رجل) وفيلق الجنود المتطوعين الإيطالي (بحد أقصى 40,000 جندي)، بالإضافة إلى فرقة من المقاتلين البرتغاليين سميت فرياتوس. وحتى لا يكون هناك شك بالتزامهم بجانب المتمردين، فقد قامت كلا من إيطاليا وألمانيا في 18 نوفمبر 1936 (في منتصف معركة مدريد) بالاعتراف رسميًا بالجنرال فرانكو ومجلسه الفني للدولة حكومة شرعية لإسبانيا، وعينا روبرتو كانتالوبو وويلهلم فون فوبل سفيرين على التوالي اللذين قدما أوراق اعتمادهما إلى كوديلو في برغش.
وفي الواقع كان المقاتلون الألمان والإيطاليون والبرتغاليون جنودًا نظاميين يتقاضون رواتبهم في وطنهم، على الرغم من أن دعاية المتمردين كانت تقدمهم دائمًا على أنهم «متطوعون». أما المتطوعون الحقيقيون الذين قاتلوا إلى جانب المتمردين فكانوا حوالي ألف أو ألف وخمسمائة رجل، من بينهم اللواء الأيرلندي بقيادة جنرال أوين أودوفي على الرغم من حظر الحكومة الأيرلندية المشاركة في الحرب، وتكون لوائه من حوالي 700 جندي جاءوا للقتال في إسبانيا «لخوض معركة المسيحية ضد الشيوعية» (على الرغم من أنهم شاركوا فقط في معركة خاراما وبعد بضعة أشهر عادوا إلى أيرلندا)، ومابين 300 و 500 فرنسي من حزب كروا دي فو من اليمين المتطرف الذين شكلوا كتيبة جان دارك.
وأيضًا يجب احتساب آلاف المغاربة من محمية المغرب الذين تم تسجيلهم بشكل مكثف في قوات الجيش الأفريقي والنظاميين مقابل أجر من ضمن الأجانب الذين شاركوا إلى جانب المتمردين.
وهناك 11,100 متطوع آخر من دول متنوعة مثل غينيا الإسبانية والفلبين والولايات المتحدة والبرازيل وكولومبيا والإكوادور والمكسيك وفنزويلا وبورتوريكو وبيرو وبوليفيا وهايتي وجمهورية الدومينيكان ونيكاراغوا والسلفادور وهندوراس وغانا وبوليفيا والإكوادور وبنما وغواتيمالا وكوستاريكا وسورينام وأستراليا قاتلت إلى جانب القوميين. وفي سنة 1937 رفض فرانكو عروضًا منفصلة لفيالق متطوعين وطنية من بلجيكا واليونان والروس البيض المنفيين التي قدمها متعاطفون أجانب.
قاد أيون موتسا نائب قائد الحرس الحديدي المتطوعون الرومانيون الذي زارت مجموعة من كتائبه السبعة إسبانيا في ديسمبر 1936 لتحالف حركتهم مع القوميين من خلال تقديم سيف احتفالي للناجين من حصار ألكازار. قرر الفيلق خلافًا للأوامر التي أعطيت لهم في بوخارست الانضمام إلى الفيلق الأجنبي الإسباني. وفي غضون أيام من الانضمام قُتل موتسا ومعه فاسيلي مارين العضو البارز للفيلق على جبهة مدريد في ماخادائوندا.
حارب الكاتب النرويجي بير إمرسلوند مع ميليشيا الفلانخي في الحرب سنة 1937. وكذلك الصحفي البريطاني بيتر كيمب الذي خدم ضابطا في كتيبة الكارليين القومية وأصيب في الحرب.
فيما يتعلق بالأسلحة، فوفقًا لخوليو أروستيغوي فقد تلقى المتمردون من إيطاليا وألمانيا 1359 طائرة و 260 دبابة قتال و 1730 مدفعًا وبندقية مع الذخائر. ومن ناحية أخرى باعت شركة تكساكو البنزين بنتظام وبثمن بخس لفرانكو. وكذلك زودت شركة فورد ما بين 12,000 و 15,000 شاحنة للمتمردين طوال الحرب (أكثر بكثير مما باعته إيطاليا أو ألمانيا والتي بالكاد بلغت 5000 إجمالاً).

### ألمانيا النازية
كان السبب الرئيسي لمساعدة ألمانيا النازية لفرانكو كما أظهره المؤرخ الإسباني أنجيل فيناس، هو أن هتلر اعتبر انتصار المتمردين يخدم سياسة ألمانيا الخارجية، في الحرب الأوروبية الحتمية التي اندلعت في السنوات التالية، والتي كانت فيها فرنسا أحد الأعداء الذين هزمتهم ألمانيا، ومن الأفضل أن يكون لديك في إسبانيا حكومة موالية بقيادة جيش مناهض للشيوعية بدلاً من حكومة جمهورية تعزز علاقاتها مع فرنسا (وحليفتها المملكة المتحدة) ومع الاتحاد السوفيتي (العدو الاستراتيجي والأيديولوجي لألمانيا النازية لتنفيذ مشروعها التوسعي في أوروبا الشرقية). قال هتلر للمسؤول الأول من الرايخ إلى فرانكو ، فيلهلم فون فوبيل في نوفمبر 1936:
هناك عاملان آخران يحسبان في قرار هتلر، أحدهما أيديولوجي والآخر عسكري. فقد أعلن هيرمان جورينج الرجل الثاني في الرايخ الثالث ورئيس لوفتفافه أمام محكمة نورمبرغ سنة 1945 أنه دعم التدخل في إسبانيا لصالح فرانكو:

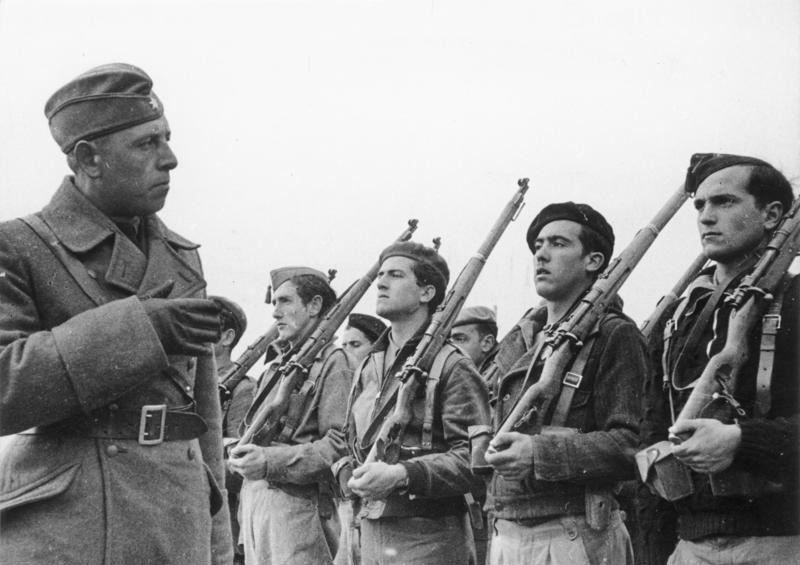
ضابط ألماني من فيلق الكندور يستعرض طلاب أكاديمية المشاة من لجبهة المتمردين في آبلة.

فيما يتعلق بالدافع الأول الذي زعمه غورينغ، أطلق النازيون منذ اللحظة الأولى حملة دعائية سيطر عليها جوزيف جوبلز، بأن الحرب في إسبانيا كانت مواجهة بين «الفاشيين» و «الماركسيين»، وألقوا باللوم على الاتحاد السوفيتي والشيوعية الدولية لأنها تسببت في الحرب. أما الدافع الثاني فقد نشر النازيون فيلق الكندور في منطقة المتمردين، ويتقاضى منتسبيها رواتب جيدة.

#### فيلق الكندور
في نوفمبر 1936 أمر هتلر بعد اعترافه رسميًا بالجنرال فرانكو بإرسال وحدة جوية كاملة تشكل وحدة مستقلة داخل جيش المتمردين، وكان لها قادتها وضباطها بإدارة الجنرال هوغو شبيرل (استبدل لاحقًا بالجنرال لوفتفافه فولفرام ريختهوفن). وتكونت في البداية من أسراب من مقاتلة من طراز هاينكل هي 51 وأربعة من قاذفات القنابل يونكرز يو 52. بالإضافة إلى ذلك كان لدى فيلق الكندور كتيبة من 48 دبابة و 60 مدفع مضاد للطائرات. تألفت هذه القوة من حوالي 5500 رجل (تم إعفاء الكثير منهم بمجرد اكتسابهم تجربة الحرب التي كانوا يبحثون عنها، وقد انضم إلى الفيلق 19000 جندي دخلوا إسبانيا). وهكذا كانت الحرب الأهلية الإسبانية ساحة اختبار للوفتفافه، حيث اختبرت فيها الأسلحة والتكتيكات التي استخدمت لاحقًا في الحرب العالمية الثانية. فتم اختبار المقاتلات مسرشميت بي اف 109 ويونكرز يو 87 A/B وقاذفات القنابل يونكرز يو 52 وهنيكل إتش إي 111. كما أطلق تكتيكاته في القصف على مدن في إسبانيا. على الرغم من أنه لم يكن الوحيد في ذلك، إلا أن اشتهر بقصف غرنيكا الذي مثلها بيكاسو في لوحته غرنيكا التي عُرضت في الجناح الإسباني في المعرض العالمي لسنة 1937 في باريس.
بقيت فرقة كوندور في إسبانيا طوال فترة الحرب وشاركت من نوفمبر 1936 في جميع المعارك المهمة (وصل عدد طائراتها حوالي 620 طائرة) ولقي 371 من منتسبيها مصرعهم في المعارك. وبعد الحرب شارك في موكب النصر الذي أقيم في مدريد في 19 مايو 1939 برئاسة الجنرالسمو فرانكو، قدم فيلق الكندور آخر عرض رسمي له في إسبانيا في 22 مايو 1939. ثم نقلوا إلى ألمانيا بواسطة السفن عبر المحيط واستقبلهم هيرمان جورينج في ميناء هامبورغ.
في القافلة الأخيرة غادر 5136 ضابطا وجنديا ألمانيا، حملوا معهم حوالي 700 طن من المعدات ومعظم الطائرات المتبقية. ذكروا أن منذ وصولهم إلى إسبانيا فقد دمروا 386 طائرة معادية (313 منهم في القتال الجوي)، وخسروا 232 طائرة (منها 72 فقط دمرت بفعل العدو). علاوة على ذلك أسقطت طائرات فيلق الكندور حوالي 21,000 طن من القنابل، مما ساهم بقدر كبير في تحقيق النصر النهائي للقوميين.

#### البحرية الألمانية
بعد موافقة هتلر في مساعدة المتمردين أرسلت البحرية الألمانية إلى منطقة مضيق جبل طارق أسطولًا صغيرًا تقوده البارجة جراف شبي ويتكون من طرادين وأربع مدمرات لحماية التجار الخاصين الذين ينقلون مواد حربية، رغم أنهم تلقوا أوامر بتجنب أي حوادث. ولتوجيه وإخفاء حركة التجار إلى منطقة التمرد في إسبانيا، أنشئ قسم الشحن - Schiffahrtsabteilung - ضمن هيئة الأركان العامة - Sonderstab W - المسؤولة عن مساعدة جبهة التمرد الذين تم تشكيلهم في صباح اليوم التالي من قرار هتلر أي 26 يوليو 1936. أول سفينة تجارية حملت مواد وطائرات حربية كانت أوسارامو التي وصلت إلى قادس في 6 أغسطس، لم يوقفها الأسطول الجمهوري الذي أغلق المضيق، لكنه أوقف السفينتين التاليين كامرين وويغبرت، اللتان أسرهما بالرغم تفريغهم الحمولة الحربية في لشبونة، ووصلت إلى المتمردين عبر البرتغال. وفي نفس الوقت تقريبًا وصل جيرجينتي إلى لاكورونيا ومعها 1767 طنًا من البنادق والذخيرة، فحلت بذلك مشاكل نقص الإمداد في جيش الشمال بقيادة الجنرال إميليو مولا. وأبلغ القنصل الإنجليزي في إشبيلية الحكومة البريطانية عن زيادة ملحوظة في تحركات السفن الألمانية في موانئ إشبيلية وقادس وولبة (228 في سنة 1936 و449 في 1937 مقابل 171 كانت قبل الحرب).

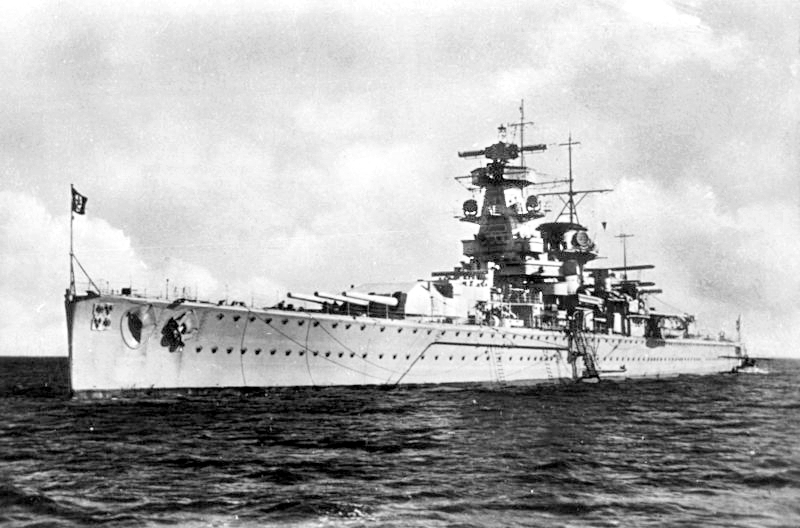
الأميرال جراف شبي سنة 1936.

وقد تجلى مدى استعداد كريغسمارينه الألمانية في حماية شحناتها من خلال مشكلة السفينة التجارية بالوس، التي قبضت عليها القوات البحرية التابعة لحكومة الباسك يوم 20 نوفمبر 1936، ونقلتها إلى ميناء بلباو. وبمجرد تفتيش حمولتها، تم العثور على شريط سيلولويد جاهز للاستخدام في صناعة قذائف المدفعية وآلات الاتصالات الهاتفية. ونظرًا لأن الاستيلاء تم على بعد خمسة أميال من الساحل، أي خارج الثلاثة أميال معترف بها دوليًا (على الرغم من إصرار إسبانيا على أن حدود مياهها الإقليمية هي خمسة أميال) ادعت الحكومة الألمانية أن شحنة السفينة قد صودرت نافيةً أنها كانت تحمل عتاد حربي (في 29 نوفمبر غادرت السفينة بلباو برفقة الطراد كونيجسبرغ). نظرًا لعدم تلبية طلبه فقد استولت البارجة غراف شبي يوم 1 يناير 1937 على الباخرة أراغون قبالة ألمرية واستولت كونيجسبرغ على السفينة التجارية مارتا جونكويرا بعد يومين قبالة كيب أخو. ومع استمرار عدم إعادة حمولة بالوس سلم الألمان السفن إلى المتمردين بعد إطلاق سراح الطاقم.
بالإضافة إلى حماية «السفن الخاصة» (Sonderschiffe وهو تعبير مخفف للإشارة إلى السفن التي تنقل العتاد الحربي) فقد حددت كريغسمارينه سياستها البحرية بنقل المعلومات إلى المتمردين حول تحركات الأسطول الجمهوري. والسفن التي تحمل عتاد حربي إلى موانئ الجمهورية وتزود بحرية المتمردين بمدافع السفن وبطاريات الشاطئ والمدفعية المضادة للطائرات والذخيرة وأجهزة إرسال، بالإضافة إلى الفنيين والمدربين لتعليمهم كيفية التعامل معها. كتب رئيس الأسطول الألماني في المياه الإسبانية الأدميرال رولف كارلس:«سنبدأ المشاركة الخفية والفعالة للقوات البحرية الألمانية لصالح قضية البيض».

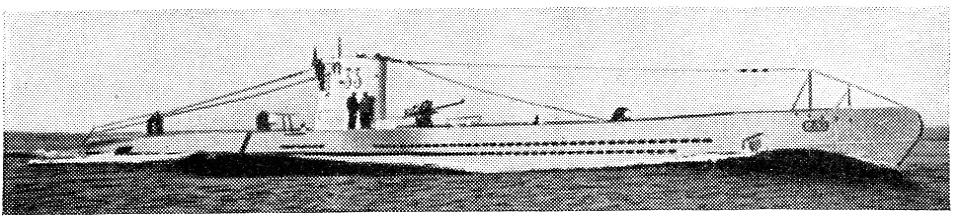
الغواصة الألمانية يو-33 حوالي سنة 1937.

وبسبب ضغوط جبهة التمرد اتخذ الألمان خطوة أخرى إلى الأمام، حيث نظموا عملية أورسولا في نهاية 1936، وتألفت بإرسال غواصتين سرا، وهما U-33 وU-34 إلى البحر الأبيض المتوسط لمهاجمة السفن الجمهورية الحربية والتجارية. نفذت الغواصتان اللتان غادرتا ألمانيا يوم 21 نوفمبر 1936 خمس هجمات لكنها فشلت بسبب مشاكل قلة الخبرة وصعوبة التعامل بالطوربيدات. ولكن بالصدفة البحتة أغرقت U-34 الغواصة الجمهورية C3 في مياه مالقة. وبعد ماحدث علق الألمان تلك العملية في 10 ديسمبر، وتحولت مسؤولية تنفيذ حملة تحت الماء في المياه الإسبانية إلى البحرية الإيطالية.

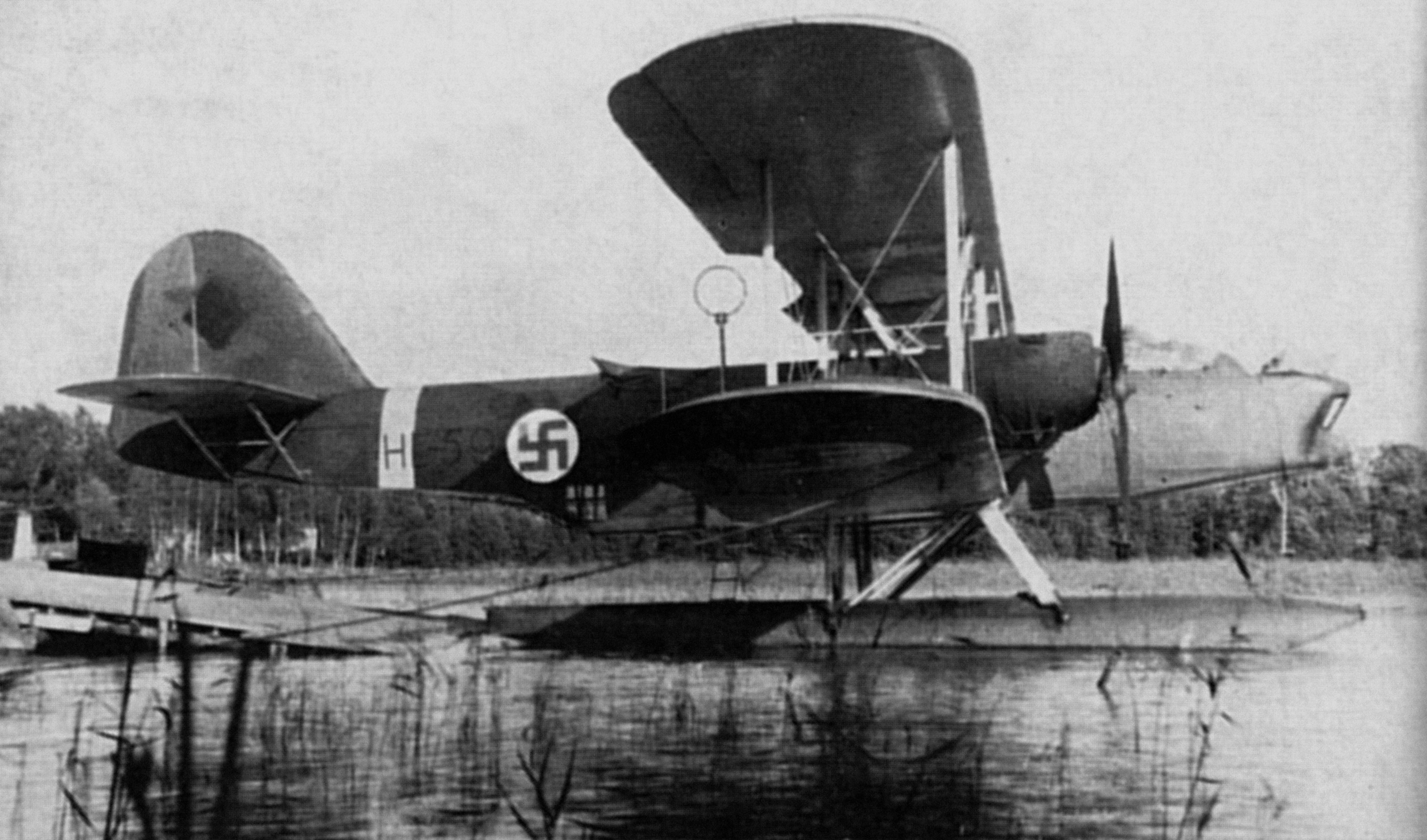
طائرة مائية He 59 فنلندية.

كان هناك نشاط جوي مهم للبحرية الألمانية بعد وصول سرب من الطائرات البحرية هينكيل هي 59 نهاية 1936، وتأسيس قاعدة لها في بولينسا (مايوركا)، وكان شغلها الشاغل هو مضايقة الحركة التجارية وفي بعض الأحيان مهاجمة السفن الحربية للجمهورية (في ليلة 23-24 مايو 1937 أصيبت البارجة خايمي 1.46
عندما دخلت خطة المراقبة الخاصة بلجنة عدم التدخل حيز التنفيذ في مارس 1937 تبنت السفن الخاصة (Sonderschiffe) التي أرسلها قسم الشحن علم بنما لتجنب التفتيش وغيرت أسمائها إلى Acme و Balboa و Colón و Golfo de Darién و Golfo de Panamá (وأيضا بتلك الطريقة تم تجنب الاضطرار إلى استخدام السفن الحربية لحماية التجارية).
ساهم الألمان بطرادات، لكنها لم تتدخل إلا في قصف ألمرية التي قام بها الطراد أدميرال شير في 31 مايو 1937 رداً على الهجوم الجوي الذي تعرضت له البارجة دويتشلاند في 28 مايو 1937 في إيبيزا. ربما كانت الأطقم الروسية هي من دبرت ماسمي بحادثة دويتشلاند دون علم قيادة الجمهورية. لكن الفضيحة الدولية التي تسببت بها تلك الحادثة جعلت الجمهورية تقول إنه كان خطأ وأن الطائرات الجمهورية التي هاجمت كانت تعتقد أنها كانت تهاجم طراد المتمردين الثقيل كناريا. فكان قصف ألمرية الذي حدث علانية (عرض العلم الألماني)، فاعتبر ذلك سببًا محتملاً للجمهورية لإعلان الحرب على ألمانيا (الموقف الذي أراده العقيد روخو وإنداليسيو برييتو لتدويل الصراع إلى كامل أوروبا) ولكن تمكن نيغرين وأثانيا من تهدئة الموقف أخيرًا.

### إيطاليا الفاشية

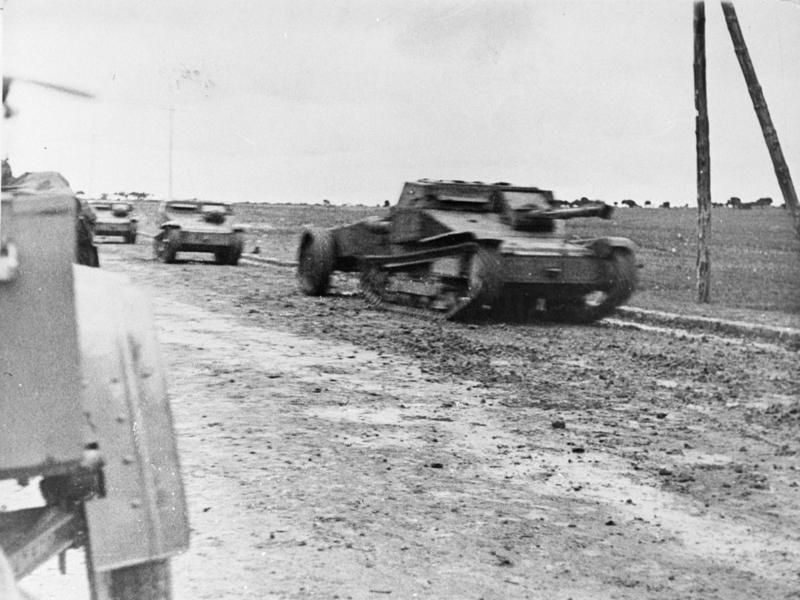
تقدم الدبابات الإيطالية لCTV خلال معركة غوادالاخارا.

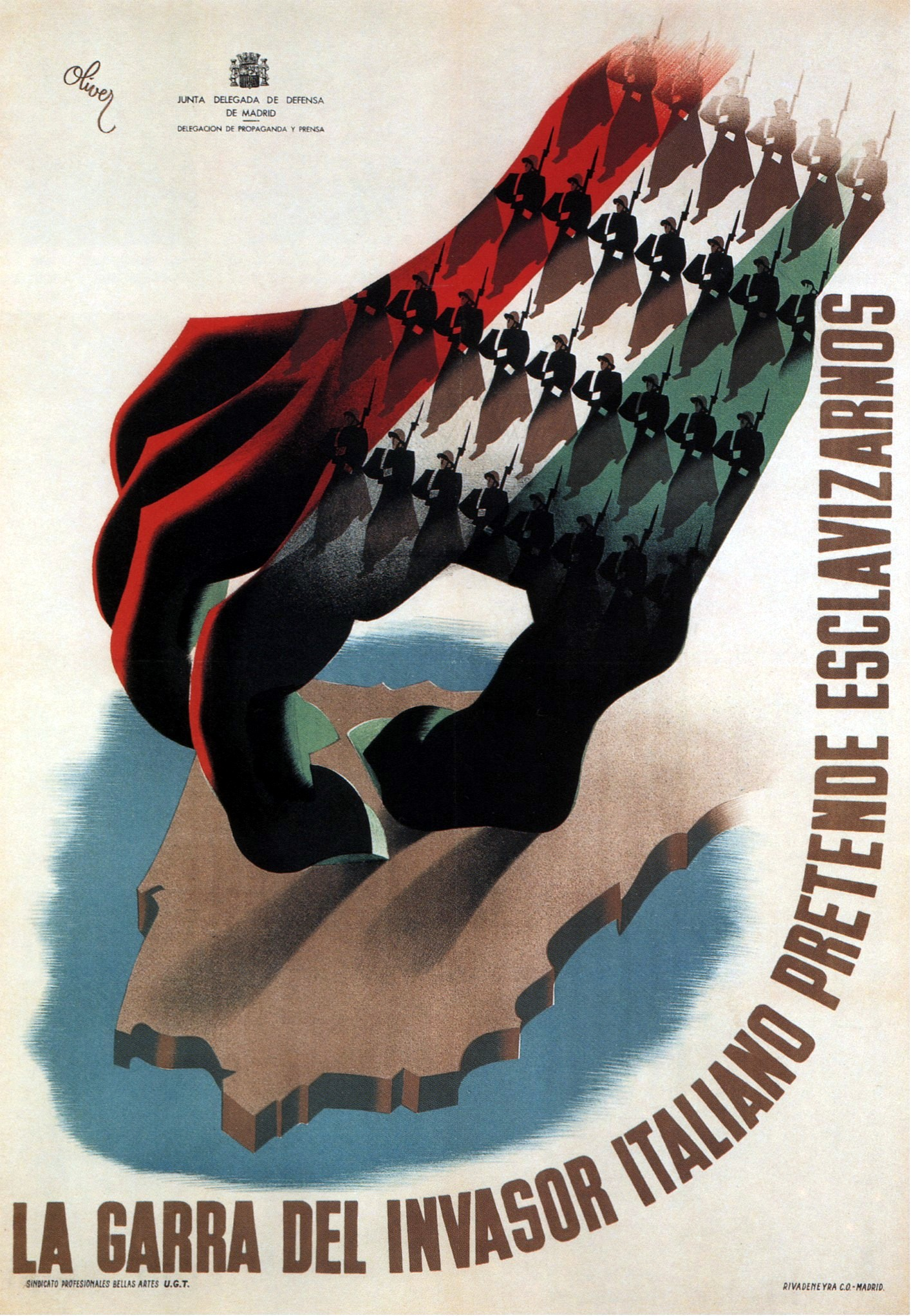
ملصق جمهوري مكتوب عليه "مخلب المحتل الإيطالي ينوي استعبادنا".

كان السبب الرئيسي لمساعدة ألمانيا النازية للمتمردين هو مرتبط ارتباطًا مباشرا بالسياسة الخارجية. فقد أراد موسوليني بناء إمبراطورية في البحر الأبيض المتوسط وكان يعتقد أن كسب حليف في غرب البحر الأبيض المتوسط سيضعف الموقع العسكري لفرنسا وبريطانيا، فضلاً عن سهولة الوصول إلى أرخبيل البليار الاستراتيجي. كما أنه مثل النازيين استخدم معاداة الشيوعية في دعايته لتبرير التدخل في الحرب الأهلية الإسبانية. وسمحت حكومة إسبانية يسارية بمرور القوات الاستعمارية الفرنسية عبر أراضيها في حالة نشوب نزاع بين فرنسا وإيطاليا". كما تدخلت إيطاليا في الحرب الإسبانية بنية ضم جزر البليار والجيب المغربي سبتة، وأيضًا مع فكرة إنشاء دولة عميلة في إسبانيا.
منذ بداية الحرب حول الإيطاليون جزيرة مايوركا إلى قاعدة جوية بحرية كبيرة طوروا فيها مجهودهم الحربي بالكامل ضد الجمهورية. على الرغم من حقيقة أنه لم يكن احتلالًا عسكريًا قانونيا، حيث رفعت الأعلام الإيطالية فوق الجزيرة، بينما كان هناك على الأرض أفراد عسكريون إيطاليون يرتدون زي الجيش الإيطالي ويعتمدون على الهيكل العضوي للقوات المسلحة الإيطالية.
وبلغت القيمة التقريبية للمساعدات الإيطالية نحو 64 مليون جنيه إسترليني.

#### فيلق الجنود المتطوعين CTV والفيلق الجوي
كانت إيطاليا قد أرسلت أكبر مجموعة من المقاتلين الأجانب الذين قاتلوا إلى جانب المتمردين. ظهر فعليا منذ نهاية يوليو 1936 ضباط إيطاليون يقودون طائرات Savoia S-81 ومقاتلات Fiat CR32 داخل الفيلق الأجنبي، ثم تم تحويلهم في أغسطس إلى الفيلق الجوي الذي كانت قاعدته الرئيسية موجودة في جزيرة مايوركا. واعتبارًا من ديسمبر 1936 نشرت وحدة عسكرية كاملة سميت فيلق الجنود المتطوعين (CTV) في إسبانيا تحت قيادة الجنرال ماريو رواتا حتى كارثة معركة غوادالاخارا في مارس 1937 ومن بعده الجنرالات إتوري باستيكو وماريو بيرتى وجاستون جامبارا. واحتوت CTV على 40,000 رجل (تم تسريح 72,775 جنديًا خدموا في إسبانيا وفقًا لأحدث التحقيقات: 43,129 من الجيش الإيطالي و 29,646 من الميليشيا الفاشية). بالإضافة إلى 5,699 ممن خدم في الفيلق الجوي، مما يعني أن العدد الإجمالي للمقاتلين أعلى بكثير من المشاركة الألمانية ومشاركة الألوية الدولية.
وقد قاتل كل من فيلقي الجنود المتطوعين والجوي حتى نهاية الحرب بالرغم من أنه في نهاية 1938 بدأت فيه الألوية الدولية بمغادرة إسبانيا، فسحب موسوليني ربع جنود CTV (حوالي 10000 رجل). وقد ودعهم في قادس الجنرال كيبو ديانو والجنرال ميلان أستراي واستقبلهم في نابولي ملك إيطاليا فيكتور عمانويل الثالث.

#### البحرية الإيطالية
وصلت في الأشهر الستة الأولى من الحرب حوالي خمسين سفينة تجارية إيطالية تحمل عتاد حربي إلى موانئ المتمردين. وصلت السفينة الأولى Emilio Morandi أوائل أغسطس 1936 بوقود تحتاجه قاذفات S-81 التي وصلت في 30 يوليو. وكما أفاد القناصل الإنجليز لحكومتهم، وصلت في 1937 حوالي 183 سفينة تجارية إيطالية إلى موانئ إشبيلية وقادس وولبة (مقارنة بـ 73 قبل الحرب). وكانت جزيرة مايوركا محطة توقف إستراتيجية للسفن التجارية الإيطالية، خاصة بعد فشل محاولة الجمهوريين لاستعادتها في أغسطس 1936 (لضمان الهيمنة على الجزيرة بين أغسطس ونوفمبر 1936، رست في خليج بالما سفينة الرحلات البحرية فيوم).
في نفس الوقت الذي وقعت فيه إيطاليا وألمانيا على ميثاق عدم التدخل التقى الأدميرال الأدميرال كاناريس رئيس جهاز المخابرات الألماني في مناسبتين مع نظيره الإيطالي الجنرال ماريو رواتا، للتخطيط لمهام البحرية العسكرية في كلا البلدين في مساعدتهما للمتمردين.
بعد وصول عتاد الاتحاد السوفيتي الحربي إلى الجمهورية في أكتوبر 1936، نشر إسطول إيطالي في قناة صقلية مكون من ثماني طرادات وثلاثة مجموعات من المدمرات لمراقبة تحركات السفن المتجهة إلى الموانئ الجمهورية. فانطلقت خطة سرية بحيث تهاجم أربع غواصات إيطالية تلك السفن (بالإضافة التي تحمل العلم المكسيكي والإسباني) والبحرية الجمهورية. أبحرت الغواصات الأربع نيادي وتوبازيو وأنطونيو سكيسا وتوريسيللي نحو كارتاخينا في النصف الأول من نوفمبر، وهو الميناء الرئيسي لدخول المساعدات السوفيتية. تم تنسيق عمل هذه الغواصات مع الغواصتين الألمانيتين في عملية أرسولا، والتي ستتولى مراقبة السواحل الإسبانية. حققت الغواصات الإيطالية على عكس الألمان نجاحًا مدويًا عندما قامت توريسيللي في 22 نوفمبر بنسف الطراد الجمهوري ميغيل دي سيرفانتس في ميناء كارتاخينا، مما تسبب في أضرار جسيمة وتركها خارج الخدمة لمدة عام ونصف (حتى أبريل 1938) لأن الحوض الجاف في قاعدة كارتاخينا لم يكن مناسبًا للطرادات الحربية. وبينما اتهمت السلطات الجمهورية «أسطولًا أجنبيًا» بالهجوم، قال القوميون إن غواصتهم بي-5 قد نفذتها. ولم تفتح لجنة عدم التدخل أي تحقيق. رغم أنهم أغرقوا لاحقًا سفينة تجارية إسبانية وألحقوا أضرارًا بأخرى، فكان نجاحهم الأكبر هو الهجوم على ميغيل دي سيرفانتس الذي شل الأسطول الجمهوري فتجنب مغادرة الميناء.
بعد التحقق من عدم وجود عواقب دولية للهجوم على ميغيل دي سرفانتس، زادت البحرية الإيطالية بشكل ملحوظ من وجودها في المياه الإسبانية. وهكذا في منتصف فبراير 1937 كان هناك 13 طرادًا و 22 مدمرة وزورقان طوربيد و 7 سفن مساعدة و 42 غواصة نفذت مهمات في الحرب الإسبانية. وفي 6 ديسمبر 1936 تم إنشاء مكتب إسبانيا (Ufficcio Spagna) لتنسيق الجهود الإيطالية في إسبانيا، والتي تضمنت نشر 48000 جندي من فيلق الجنود المتطوعين CTV، وهي وحدة بدأت في الوصول إلى قادس في نفس الشهر.

### البرتغال

شعار المتطوعين البرتغاليين "Viriatos".

عند اندلاع الحرب الأهلية كان رئيس الوزراء البرتغالي أنطونيو سالازار محايدًا رسميًا لكنه فضل القوميين. أقامت حكومة إستادو نوفو علاقات متوترة مع الجمهورية بعدما احتفظت بمنشقين برتغاليين لنظامه. فلعبت البرتغال دورًا حاسمًا في تزويد القوميين بالذخيرة والموارد اللوجستية. حتى أن القوميين أطلقوا على لشبونة اسم «ميناء قشتالة». فسمحت في الأشهر الأولى من الحرب لجيش المتمردين باستخدام طرقها وسككها الحديدية وموانئها للتواصل مع المنطقة الشمالية من الأندلس، وأعاد أيضًا إلى المنطقة المتمردة الجمهوريون الهاربين منهم. ثم شكلت البرتغال لاحقا قاعدة عمليات لشراء الأسلحة، وكانت أيضًا داعما قويًا للمتمردين في مهزلة عدم التدخل، التي دافعت عنهم أمام لجنة عدم التدخل وفي عصبة الأمم. أما المشاركة العسكرية المباشرة فاشتملت أيضا على دعم سالازار شبه الرسمي لقوة قوامها 8000-12000 متطوع برتغالي سموا بالفرياتوس، على الرغم من أن تجنيدهم ودفع رواتبهم كان في البرتغال. كما سمحت البرتغال بمرور الإمدادات الألمانية عبر موانئها، منتهكة بذلك اتفاقية عدم التدخل التي انضمت إليه. وأثناء زيارة وزير الخارجية البرتغالي أرميندو مونتيرو لنظيره البريطاني أنتوني إيدن في لندن، أوضح له أن الخطر هو الخطر الأحمر الشيوعي وليست إيطاليا أو ألمانيا، وكذلك الإصرار للحكومة البريطانية على أن فرانكو سعى إلى تكرار تجربة استادو نوفو لسالازار وليست تجربة إيطاليا الفاشية لموسوليني. وفي سنة 1938 مع ازدياد انتصارات فرانكو اعترفت البرتغال بنظامه، وبعد انتهاء الحرب سنة 1939 وقعت معاهدة صداقة وعدم اعتداء وهو الميثاق الأيبيري.

### الفاتيكان

شعار الفاتيكان

ألقى العديد من الكاثوليك المؤثرين في إسبانيا -الذين يشكلون أساسًا من محافظين تقليديين وأشخاص ينتمون إلى مجموعات ملكية- اللوم على الجمهورية في الاضطهاد الديني. واشعل فصيل المتمردين الغضب الذي أعقب انقلاب 1936 الذي سرعان ما توسع. فانحازت الكنيسة الكاثوليكية إلى جانب الجبهة المتمردة وأطلقت على الأسبان المتدينين الذين اضطهدوا في مناطق الجمهورية بأنهم «شهداء العقيدة»، متجاهلة بشكل انتقائي العديد من الكاثوليك المتدينين الذين ظلوا موالين للجمهورية وحتى أولئك الذين قُتلوا أثناء اضطهاد الجمهوريين. ومن بين الكاثوليك المتدينين الذين دعموا الجمهورية، ضباطا رفيعو الرتب في الجيش الجمهوري الإسباني مثل الجنرال الجمهوري فيسنتي روخو، وكذلك القوميين الباسك الكاثوليك الذين رفضوا التمرد.
امتنع الفاتيكان في البداية عن إعلان دعمه الصريح للمتمردين، لكنه سمح لشخصيات كنسية رفيعة في إسبانيا بالقيام بذلك وتعريف الصراع بأنه «حرب صليبية». وخلال الحرب وصفت الدعاية الفرانكوية والكاثوليكيون الإسبان المؤثرون الجمهورية العلمانية بأنها «عدو الله والكنيسة» وشجبوها من خلال تحميلها المسؤولية عن العداء للأنشطة الكنسية، مثل إغلاق المدارس الكاثوليكية وتمجيد الغوغاء في قتلهم الكهنة والراهبات وتدنيس المباني الدينية.
اعتمد الجمهوريون بعد تخلي قوى أوروبا الغربية عنهم، بشكل أساسي على المساعدة العسكرية السوفيتية، فلعب القوميون لصالح ذلك، فصورت دعاية فرانكو الجمهورية على أنها دولة «ماركسية» وملحدة. أما الداعم الرسمي الآخر فكان من المكسيك الثورية المعادية للكاثوليكية. ومن خلال شبكته الدبلوماسية الواسعة استخدم الكرسي الرسولي نفوذه للضغط لصالح المتمردين. ففي خلال معرض باريس الدولي (1937) حضرت كل من الحكومتين القومية والجمهورية، فسمح الكرسي الرسولي للجناح القومي بعرض معرضه تحت علم الفاتيكان على الرغم من عدم الاعتراف رسميًا بالعلم القومي. بحلول 1938 كانت مدينة الفاتيكان قد اعترفت رسميًا بدولة فرانكو الإسبانية وكانت من أولى الدول التي اعترفت بذلك.
بخصوص موقف الكرسي الرسولي أثناء الحرب وبعدها علق مانويل مونتيرو المحاضر بجامعة إقليم الباسك في 6 مايو 2007:

## داعمي الجمهورية

### الاتحاد السوفيتي

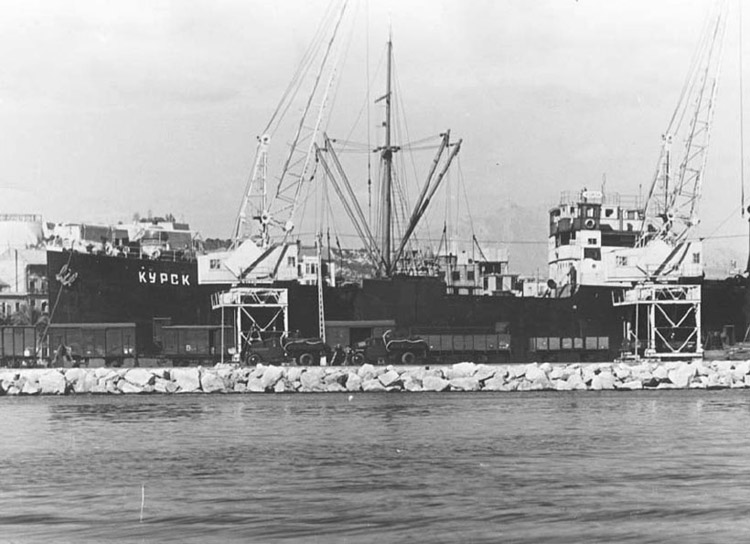
صورة لسفينة الشحن السوفيتية كورسك وهي تنزل عتاد عسكري للجمهورية في ميناء أليكانتي.

بسبب حظر فرنسا وبريطانيا للأسلحة إلى إسبانيا، لم تتمكن حكومة الجمهورية من شراء أسلحة وتلقي مساعدات عينية إلا من الاتحاد السوفيتي، التي بدأت مساعداتها بعد حوالي ثلاثة أشهر من بدء الحرب الأهلية. في حين كان القوميون يتلقون إمدادات منتظمة من إيطاليا وألمانيا منذ البداية، وبفضلها تمكنت قوى الجنراليسمو فرانكو جزئيًا من احراز النصر تلو النصر. وكانوا على وشك بدء الهجوم على مدريد، ولكن الأمور تغيرت عندما قرر ستالين التدخل في الحرب.
ومع بدء الانقلاب قدمت حكومة خوسيه جيرال طلبها من المساعدات السوفيتية (أسلحة وذخائر بكافة أنواعها وبكميات كبيرة) عبر السفير السوفيتي في باريس لعدم وجود سفير في مدريد، مع أن الجمهورية الإسبانية قد أقامت علاقات دبلوماسية مع الاتحاد السوفيتي في يوليو 1933. إلا أن ستالين لم يستجب للطلب لأنه لم يرغب في استعداء بريطانيا العظمى وفرنسا (التي دافعت عن عدم التدخل) والتي أراد التعاون معها لإيقاف مد ألمانيا النازية، وعلاوة على ذلك اعتقد ستالين أن مساعدة الجمهورية الإسبانية يمكن أن يعطي انطباع بأن أولئك الذين قالوا إن وراء الجانب الجمهوري هي الشيوعية الدولية كانوا على حق. ولهذا السبب وقع الاتحاد السوفيتي على ميثاق عدم التدخل. ولكن عندما حصل ستالين على معلومات كاملة بمساعدات ألمانيا النازية وإيطاليا الفاشية للجانب المتمرّد، وصل إلى قناعة أنه إذا هُزمت الجمهورية الإسبانية فستقوى الفاشية في أوروبا، الأمر الذي قد يشكل تهديدًا للاتحاد السوفيتي (وكذلك فرنسا الحليف المحتمل). لذا قرر ستالين في سبتمبر 1936 إرسال مواد حربية إلى الجمهورية الإسبانية وأمر أيضًا الأممية الثالثة أو الكومنترن بتنظيم إرسال متطوعين، وهو القرار الذي تبنته أمانة الكومنترن في 18 سبتمبر 1936 والذي نشأ بموجبه الألوية الدولية.
كانت أول سفينة سوفييتية وصلت إلى إسبانيا الجمهورية هي نيفا، التي قدمت من أوديسا على البحر الأسود فأفرغت 2000 طن من الطعام في أليكانتي يوم 25 سبتمبر 1936 بعد رحلة استغرقت أسبوعًا واحدًا. وبعد فترة وجيزة وصلت سفينة كوبان الذي يُشتبه في حملها للبنادق والذخيرة، لكن أول عملية نقل للأسلحة الثقيلة (دبابات القتال مع ناقلاتها) كانت سفينة كومسومول، التي رست في قرطاجنة يوم 15 أكتوبر. وقبلها بثمانية أيام أعلن الاتحاد السوفيتي أنه سيعتبر نفسه معفى من الالتزامات المتعاقد عليها مع لجنة عدم التدخل إذا لم تتوقف انتهاكات ألمانيا وإيطاليا لميثاق عدم التدخل لصالح المتمردين. من ذلك اليوم لم تتوقف شحنات المساعدات السوفيتية. وفي 1936 كانت هناك 23 شحنة أسلحة لسفن سوفيتية و 10 لسفن من جنسيات أخرى.
وفي 12 ديسمبر 1936 أغرق الطراد كناريا سفينة كومسومول قبالة وهران عندما كانت تقوم برحلتها الثالثة إلى إسبانيا محملة بمواد حربية، على الرغم من وجهتها الرسمية كانت غنت في بلجيكا، وحمولتها المعلنة هي 7000 طن من خام المنغنيز (هذا كانت الطريقة الأكثر شيوعًا «لتمويه» السفن التجارية السوفيتية المتجهة إلى إسبانيا بالمواد الحربية، وللتحايل والتشويش على سفن القوميين الحربية. وترافقها أحيانًا سفن سوفيتية بريئة ليست ذاهبة إلى إسبانيا ولا تنقل مواد حربية، فتضطر السلطات البحرية القومية يائسة بإيقافهم وفحص الشحنات، ثم السماح لهم بالرحيل بعد ذلك). وشاهد الطراد كناريا السفينة كومسومول في المياه الدولية بين سواحل أليكانتي والجزائر، ثم أجبره على التوقف. فاتصل قبطان السفينة السوفيتية بالقيادة البحرية السوفيتية في البحر الأسود، الذي أمره بفتح البوابات وإغراق السفينة وأن يحتجز الطاقم المكون من 34 رجلاً وامرأتين في كناريا. ولإثبات ذلك كان هناك بحارة أبرياء من سفينة محايدة في «سجن فاشي». وفقًا للنسخة السوفيتية اللاحقة هذا ما حدث (قام الطاقم بالإضافة إلى فتح الفتحات بإشعال النار في السفينة) ولكن وفقًا لنسخة قائد الأسطول المتمرد، فقد أغرقت كومسومول بواسطة الطراد كناريا لوجود 56 طلقة مدفعية للاشتباه في أن السفينة كانت تحمل أسلحة. «لسبب ما تم إخفاء تفاصيل الغرق في الاتحاد السوفيتي، ربما تكون الأخبار قد أظهرت عدم قدرة الاتحاد السوفيتي على الدفاع عن ملاحته أو ربما كان سيكشف عن تجارة الأسلحة».
أرسل الاتحاد السوفياتي إلى الجمهورية حوالي 700 طائرة و400 دبابة، برفقة الأطقم وعددهم حوالي 2000 فني وطيار ومستشار عسكري (وكذلك عملاء المفوضية الشعبية للشؤون الداخلية وهي الشرطة السرية الستالينية بقيادة ألكسندر أورلوف). كما أرسلت وقودا وملابس وطعامًا، دفع جزء منها بتبرعات شعبية. وحدد بعض المؤلفين الأرقام بدقة أكثر مؤكدين أن الاتحاد السوفيتي أرسل 680 طائرة (تشاتو وموسكا ومعظمها يقودها طيارون سوفيات) و331 دبابة قتالية و1699 قطعة مدفعية و60 عربة مصفحة و450 ألف بندقية من طراز موسين - ناغان و20486 مدفع رشاش DPM ومدافع رشاشة خفيفة و30 ألف طن من الذخيرة. وفي 29 أكتوبر 1936 أدخل الروس دبابات T-26 إلى العمل لأول مرة. وفي 1937 كانت هناك 125 دبابة قتال روسية تحت قيادة الجنرال الروسي بافيل روتميستروف (رودولف). وفي العام التالي قصفت طائرتان سوفيتيتان الطراد الألماني دويتشلاند في مياه إيبيزا. قُتل 22 من أفراد الطاقم وأصيب 75 ومات لاحقا 9. ويُعتقد أن الحد الأقصى لعدد السوفييت في إسبانيا في أي وقت كان 700، ويُعتقد أيضا أن تعدادهم خلال الحرب كان بين 2000 و 3000. وتقديرات طياري القوات الجوية الجمهورية الإسبانية من الاتحاد السوفيتي ممن شارك في الصراع بحوالي 1000.
لدفع ثمن المساعدة السوفيتية أمرت حكومة لارجو كابييرو الجمهورية بنقل احتياطي الذهب لبنك إسبانيا إلى موسكو، وهو بقيمة 500 مليون دولار بأسعار 1939. ففي بداية الحرب كان بنك إسبانيا يملك رابع أكبر احتياطي من الذهب في العالم، بنحو 750 مليون دولار على الرغم من تجميد بعض الأصول من قبل الحكومتين الفرنسية والبريطانية. وقد تم تخزينها في ترسانة القاعدة البحرية في قرطاجنة. فقامت أربع سفن سوفياتية بنقل الذهب من قرطاجنة الإسبانية وبمرافقة الأسطول الجمهوري إلى شواطئ الجزائر، ثم غادرت في 25 أكتوبر 1936 إلى ميناء أوديسا. وأدار النقيب كوزنيتسوف تلك المهمة. وفي سنة 1956 أعلن الاتحاد السوفيتي أن إسبانيا لا تزال مدينة لها بمبلغ 50 مليون دولار. وبلغت التقديرات الأخرى للمساعدات السوفيتية والكومنترن 81 مليون جنيه إسترليني (405 مليون دولار) بقيم 1939.
افتقر الاتحاد السوفيتي إلى أسطول في البحر الأبيض المتوسط ، لذا اقتصرت المساعدة المقدمة للجمهورية في المجال البحري على حوالي ثلاثين ضابطًا من البحرية السوفيتية (الذين عملوا تحت أسماء مستعارة إسبانية) بقيادة النقيب نيكولاي كوزنتسوف، الذي كان الشاغل الرئيسي هو التأكد من أن السفن التجارية التي جلبت مواد الحرب السوفيتية من البحر الأسود كانت مرافقة من قبل البحرية الجمهورية إلى موانئ المقصد. وفقًا لتقرير «محفوظ وسري» تم إعداده على الرئيس نيغرين قبل نهاية الحرب، «اعتبروهم -ومن ضمنهم الأسطول - ضيوفًا مزعجين يجب التسامح معهم بلطف. ونفس الشيء يجري في قاعدة كارتاخينا البحرية.»

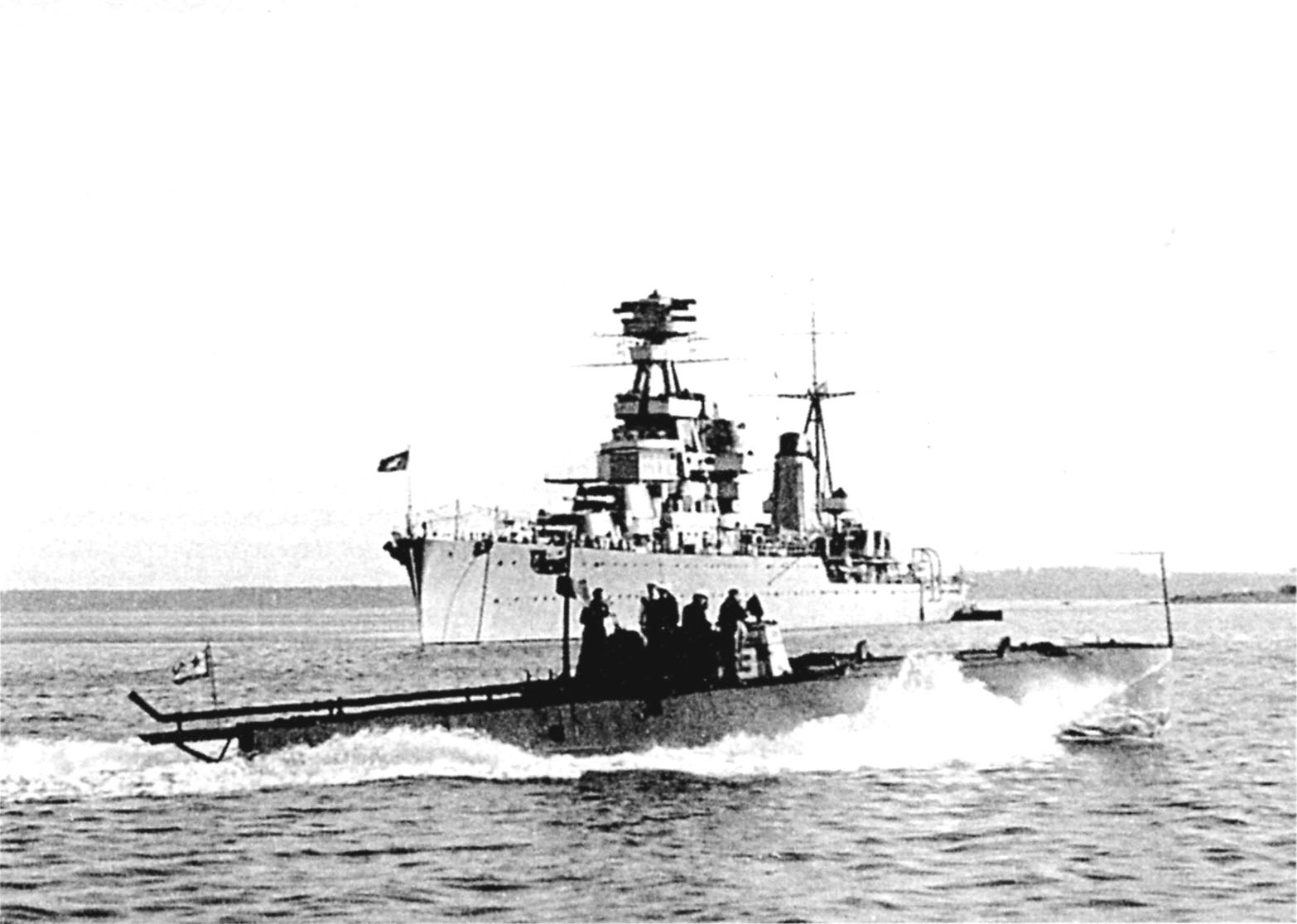
زورق طوربيد سوفيتي من فئة G-5 يمر بمقدمة الطراد كيروف.

فرض كوزنتسوف على الأسطول الجمهوري أن تكون مهمته دفاعية، وهي نموذجية عند البحرية السوفيتية في ذلك الوقت. ولكن كان ذلك أحد أسباب عدم تمكن البحرية الجمهورية من تطوير "عقلية قتالية هجومية مثل تلك التي كانت لدى بحرية المتمردين منذ بداية الصراع". وعلى عكس ما حدث مع الجانب المتمرد الذي كان مدعومًا من الأسطول الإيطالي والألماني، لم تتلق الجمهورية سوى أربعة قوارب طوربيد من طراز G-5 من الاتحاد السوفيتي وصلت في مايو 1937 (فكرة كوزنتسوف). وزنها 18 طنًا وسرعتها 35 عقدة وتحمل أنبوبي طوربيد، وكانت بقيادة ضباط سوفييت مع أطقم إسباني تم تدريبهم، لكن فائدتهم كانت نادرة حيث تمركزوا في بورتمان بجوار قاعدة كارتاخينا التي بها "الأسطول القومي". "لم يقتربوا خوفًا من مدفعية الساحل. العملية الوحيدة التي كانوا أصبحوا فيها أبطالًا هي ما عُرف لاحقًا باسم معركة كابو دي بالوس، والتي كانت في البداية تتكون من توغل سريع للقوارب الأربعة في القاعدة "الوطنية" في بالما دي مايوركا ولكن ذلك كان محبطًا بسبب سوء الأحوال الجوية ولم يذهب الرجال إلى البحر.
وكذلك باعت دول أخرى الجمهوريين الأسلحة وتوفير وحدات عسكرية متطوعة. فتعرضت جهود حكومة الجمهورية طوال الحرب إلى إعاقة في مقاومتها للقوميين وأنصارهم الأجانب، مثل «عدم التدخل» الفرنسي البريطاني وخطوط الإمداد الطويلة والإمداد المتقطع للأسلحة ذات الجودة المتغيرة على نطاق واسع. وسمح الحظر البحري الفرنسي البريطاني لألمانيا وإيطاليا بتعزيز جيوشهما في إسبانيا وأعاق فقط الجهود السوفيتية لتسليح الجمهوريين. كما اتخذت الجمهورية خيارات سيئة في شراء الذخيرة. فتجارة الأسلحة لها معيار يتضمن مع كل بندقية 1000 طلقة؛ ومع كل مدفع رشاش 10,000 طلقة؛ ومع كل قطعة مدفعية 2400 قذيفة لمنع تلك القطع من أن تصبح عديمة الفائدة إذا نقصت الذخيرة. ومع ذلك فإن العديد من المشتريات كانت أقل بكثير من هذا المعيار.
اعتبرت السياسة الخارجية السوفيتية الأمن الجماعي ضد الفاشية الألمانية أولوية، ووافق الكومنترن على نهج مماثل في عام 1934. لقد سار في خط رفيع بين إرضاء فرنسا وعدم رؤيتها على أنها تعيق الثورة العالمية والمثل الشيوعية. وكان ذلك زمن البدء بأولى المحاكمات السوفيتية للبلاشفة القدامى. ورفضت الصحافة السوفيتية وجماعات المعارضة عدم التدخل كليًا.

### المكسيك ودول أخرى
دعمت الحكومة المكسيكية بشكل كامل وعلني مطالبة الحكومة الجمهورية الإسبانية، رافضة متابعة مقترحات عدم التدخل من فرنسا وبريطانيا. ورأى الرئيس المكسيكي لازارو كارديناس تلك الحرب بأنها شبيهة بالثورة المكسيكية على الرغم من أن العديد من المجتمع المكسيكي كان يفضل انتصار المتمردين.
كان موقف المكسيك بمثابة عون معنوي هائل للجمهورية، خاصة أن حكومات أمريكا اللاتينية الرئيسية (كولومبيا والبرازيل ونيكاراغوا والسلفادور وهايتي وجمهورية الدومينيكان وبوليفيا والأرجنتين وشيلي وبيرو) تعاطفت بشكل أو بآخر مع القوميين. ومع ذلك يمكن أن تعني المساعدة المكسيكية القليل نسبيًا من الناحية العملية منذ أن تم إغلاق الحدود الفرنسية وظل الألمان والإيطاليون والبرتغاليون أحرارًا في تزويد القوميين بنوعية وكمية الأسلحة التي تفوق بكثير قوة المكسيك، والتي تمكنت من تقديم مساعدة بمليوني دولار، وبعض المساعدات العينية من بنادق وطعام وعدد قليل من الطائرات الأمريكية الصنع مثل بيلانكا سي إتش-300 و Spartan Zeus التي خدمت في القوات الجوية المكسيكية.
في 21 أغسطس 1936 وقعت فرنسا على اتفاقية عدم التدخل. ومع ذلك قدمت حكومة بلوم بعض الطائرات للجمهوريين بوسائل سرية. واستلم الطيارين الجمهوريين الأسبان القاذفة Potez 540 (الملقبة بـ «التابوت الطائر») وطائرات Dewoitine وطائرة Loire 46 المقاتلة من الفترة 7 أغسطس إلى ديسمبر 1936 لحساب القوات الجمهورية. كما أرسل الفرنسيون طيارين ومهندسين إلى الجمهوريين. وأيضًا حتى 8 سبتمبر 1936 كان بإمكان الطائرات المرور بحرية من فرنسا إلى إسبانيا إذا تم شراؤها في بلدان أخرى.
أظهر البحث الذي أجراه جيرالد هوسون بعد انهيار الستار الحديدي أن بولندا كانت في المرتبة الثانية بعد الاتحاد السوفيتي في بيع الأسلحة للجمهورية. ففي خريف 1936 كانت بولندا الدولة الوحيدة التي قدمت أسلحة للجمهورية بأي كمية حسب هوسون. ففي ذلك الوقت كانت الجمهورية في حاجة ماسة لأن القوميين أحاطوا بمدريد.
ومن الدول الأخرى التي تبيع الأسلحة للجمهوريين تشيكوسلوفاكيا وإستونيا. أيضا تبرعت الولايات المتحدة بمبلغ مليوني دولار لأغراض إنسانية.

### الألوية الدولية

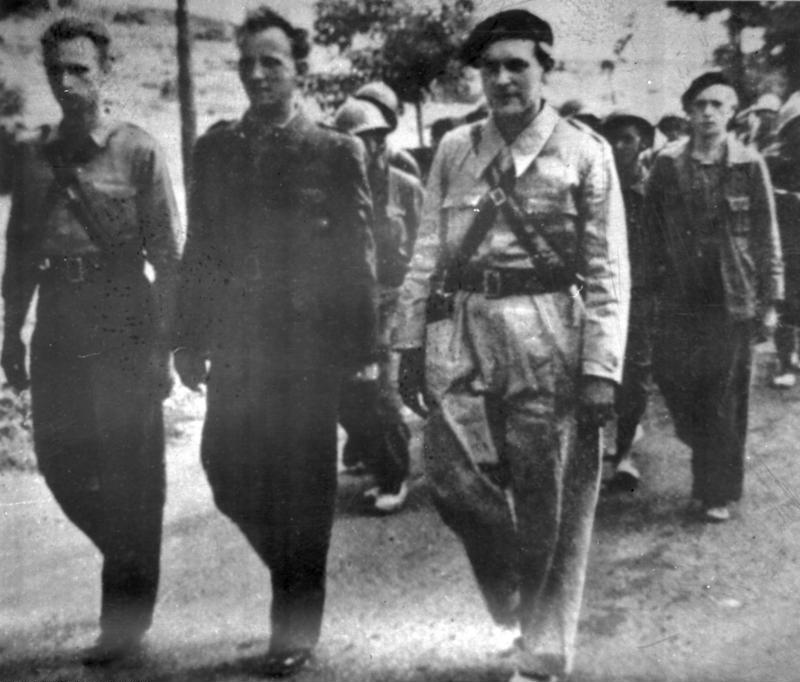
أعضاء من الألوية الدولية.

علم الألوية الدولية.

لم تتشكل الكتائب الدولية بشكل عفوي كما ادعت الأممية الشيوعية، لكنها هي التي أسستها ونظمتها (من القرار الذي اتخذته أمانتها العامة في 18 سبتمبر 1936 بناءً على طلب ستالين) والتجنيد والجوانب الإجرائية كانت بإدارة قادة الحزب الشيوعي الفرنسي برئاسة أندريه مارتي (أنشئ مركز التجنيد في باريس). لكن العديد من أعضائها كانوا «متطوعين من أجل الحرية» (كما كانت الدعاية الجمهورية تقول) أتوا من بلدان تسيطر عليها الديكتاتوريات والفاشية مثل ألمانيا وإيطاليا وبولندا، ولكن أيضًا من دول ديمقراطية مثل فرنسا (التي ساهمت بأكبر عدد من المتطوعين) وبريطانيا العظمى والولايات المتحدة (كتيبة لينكولن الشهيرة التي وصلت في نهاية 1936، والتي تم دخولها في القتال في معركة خاراما في فبراير 1937). وهكذا لم تكن الكتائب الدولية هي «جيش الكومنترن» كما ذكرت دعاية الجانب المتمرد، وأنها أداة لسياسة ستالين. وقد أوضح عامل إنجليزي انضم إلى الألوية الدولية في رسالة وجهها إلى ابنته عن السبب الذي جلبه للقتال في إسبانيا:
ساهم حوالي 32,000 أجنبي بالقتال مع الألوية الدولية الشيوعية، منهم حوالي 3000 متطوع في المليشيات الجمهورية الأخرى خلال الصراع. بالإضافة إلى مشاركة حوالي 10,000 أجنبي في السلك الطبي والتمريض والهندسة. وقدّر هيو توماس في كتابه عن الحرب الأهلية الإسبانية عدد أعضاء الألوية الدولية الذين قاتلوا في إسبانيا بنحو 40 ألفًا، وهو بعيد عن رقم 100 ألف الذي ذكرته دعاية فرانكو لتضخيم تأثير «الشيوعية الدولية». وتشير الدراسات الأكثر تفصيلاً والحديثة إلى أن الرقم يقل قليلاً عن 35 ألف، وهو قريب من رقم هيو توماس. وثبت أيضًا أنه لم يجتمع أكثر من 20 ألف مقاتل في نفس الوقت وأن حوالي 10 آلاف قتلوا في القتال.
وضمت الألوية الدولية 9000 فرنسي قتل منهم 1000، و5000 ألماني ونمساوي قتل منهم 2000 وحوالي 3000 بولندي. وكان ثاني أكبر عدد من الأجانب قدم من إيطاليا حيث بلغ عددهم 3350 مقاتل. ثم الولايات المتحدة (2800 مقاتل، قتل منهم 900 وجرح 1500) والمملكة المتحدة (2000 مع 500 قتيل و 1200 جريح). وهناك أيضًا 1500 تشيكي و1500 يوغسلافي و1500 كندي و1000 مجري و1000 إسكندنافي (نصفهم من السويد). والباقي أتى من أنحاء العالم؛ 100 صيني و800 سويسري (قتل منهم 300). وشارك حوالي 90 مكسيكيًا ومالا يقل عن 80 إيرلنديًا. مات ما يقرب من ثلث الأيرلنديين الذين قاتلوا من أجل الجمهوريين، وكانت المجموعة في الأساس اشتراكيين ونقابيين وأعضاء سابقين في الجيش الجمهوري الإيرلندي. سُمي «طابور كونولي» التابع للألوية الدولية على اسم الزعيم الاشتراكي الأيرلندي جيمس كونولي الذي أعدمه البريطانيون بعد ثورة عيد الفصح 1916.

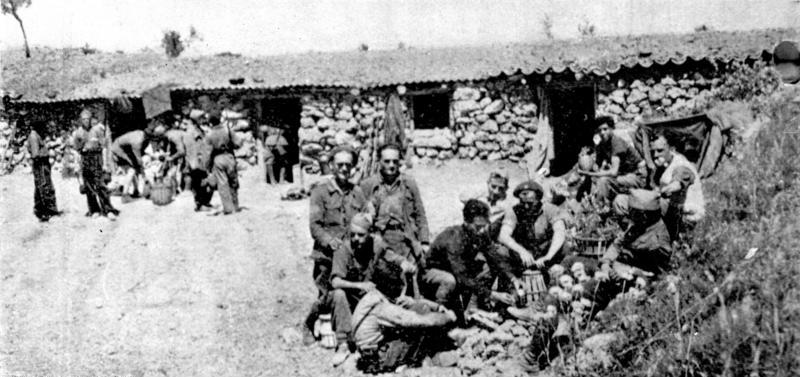
كتيبة إتكار أندريه التابعة للألوية الدولية.

يقع مركز التدريب في البسيط، وهناك تم تنظيم الألوية الخمسة المرقمة من الحادي عشر إلى الخامس عشر. لعب الحادي عشر بقيادة الجنرال السوفيتي كليبر والثاني عشر بقيادة الكاتب المجري ماتي زالكا «لوكاش» دورًا بارزًا في معركة مدريد. شكل المتطوعون الكنديون كتيبة ماكنزي بابينو (Mac-Paps). وهناك أيضًا مجموعة صغيرة من الطيارين الأمريكيين الذين شكلوا فرقة يانكي بقيادة بيرت أكوستا. وانضم إلى الألوية كتاب وشعراء مشهورون مثل رالف فوكس وتشارلز دونيلي وجون كورنفورد وكريستوفر كودويل الذين وصفوا تجاربهم في الجبهة.
وفي سنة 1938 خفض عدد الألوية ظاهريًا (بقي ثلثهم تقريبًا)، وفي 21 سبتمبر من ذلك العام أعلن رئيس حكومة الجمهورية خوان نيغرين من جنيف أمام الجمعية العامة لعصبة الأمم انسحابا فوريا وبدون شروط لكل المقاتلين الأجانب في الجانب الجمهوري، على أمل أن يفعل الجانب المتمرد الشيء نفسه. وبعد شهر في 28 أكتوبر 1938 طافت الألوية الدولية شوارع برشلونة للمرة الأخيرة في عرض أمام رئيس الجمهورية مانويل أثانيا ورئيس الحكومة خوان نيغرين، حضره حوالي 250 ألف شخص. في الوقت نفسه سحب موسوليني حوالي 10 آلاف جندي CTV «كبادرة حسن نية» تجاه لجنة عدم التدخل، ولكن بقي حوالي 30 ألف جندي إيطالي في إسبانيا حتى نهاية الحرب.

## التذرع بالوطنية لمقاومة الأجانب
استحضر كلا الجانبين المتحاربين الروح الوطنية حيث قدما للشعب الإسباني النضال ضد الغزاة الأجانب.
فاستخدم الشيوعيون الجمهوريون مسألة القومية بفعالية. فقالوا إن الشعب الإسباني البطل انتفض ضد الغزاة الأجانب، الذين يديرهم خونة ينتمون إلى الطبقات العليا ورجال الدين والجيش، والذين هم الآن في خدمة "التحالف العالمي الإمبريالي الفاشي". وأن الطبقات الدنيا هي ممثلة أسبانيا الحقيقية. وخارج الأمة المسلحة هناك خونة برجوازيون وفاشون ورجال دين وثوريون زائفون (شيوعيون منشقون وراديكاليون وفوضويون إلخ) يخدمون الفاشية. وباستثناء الشيوعيين المناهضين للستالينية في حزب العمال الماركسي، فإن الخطاب القومي الذي طوره الحزب الشيوعي الإسباني سرعان ماامتد ليشمل الأدبيات اليسارية والجمهورية الأخرى. فاستخدمت الدعاية الجمهورية الرموز الموجودة مسبقًا التي تصور الأجانب بطرق معينة. فصورت الإيطاليين بأنهم مخنثون وجبناء ومتغطرسون والألمان متغطرسون. وتقديم الفيلق الأجنبي على أنه حشد دولي من المجرمين واللصوص. غالبًا ما تصور الرسوم الكاريكاتورية في الصحافة الجمهورية جيش المتمردين على أنه عصابة متعددة الجنسيات من المرتزقة الأجانب. تم استغلال وجود القوات المغاربية مع اندلاع الصراع، وتقديمهم على أنهم ذوو وجوه سود حافية الأقدام وجائعة ومتحمسة للسرقة والقتل: "مانعرفه هو أن المورو متوحشين وجبناء وغير متحضرين وحريصين على اغتصاب النساء البيض؛ وتذرعوا بذكرى الاسترداد، فالنضال الإسباني دام قرونًا ضد المغاربة، ولم يكن هناك سوى عدد قليل من النداءات خلال الأشهر الأولى من الحرب تهدف إلى إقناع الأخ البروليتاري المغربي بالنأي عن الحرب.
أما الموالون فاستخدموا المشاعر القومية الإسبانية لتقديم النضال على أنه صراع من أجل الوطن (أرض الآباء) وجوهره الكاثوليكي، والذي ذكر أنه مهدد بأن يصبح مستعمرة روسية، بسبب خطأ الخونة والعملاء الدوليين. تجسدت مناهضة إسبانيا في الليبرالية والإلحاد والماسونية واليهودية الدولية والانفصالية الإقليمية. كان الغازي الشيوعي أجنبيًا غير إنساني، «ذئاب السهوب الروسية». وأكد ضابط من الفيلق أن الحرب كانت حرب الإسبان ضد الروس! قدمت دعاية فرانكو العدو على أنه جيش غازٍ أو دمية لقوى أجنبية. فسر القوميون تورط القوات المغاربية في حملة صليبية كاثوليكية على أنها مشاركة المدافعين عن الدين في مواجهة مؤيدي الجمهورية الملحد والمناهضين للكنيسة والمعادين للإسلام واليهود. أُجبر القوميون على تجاهل دعاية حروب الريف، التي صورت المورو بأنهم همج ومتوحشون. وأخفي وجود القوات الإيطالية والألمانية إلى جانب المتمردين قدر الإمكان.